# Сибирь (хоккейный клуб)
«Сиби́рь» — российский хоккейный клуб из Новосибирска, выступающий в Континентальной хоккейной лиге. Многократный призёр чемпионатов России.
В 1962 году в результате объединения новосибирских команд «Динамо» и «Химик» появилась команда «Сибирь». В 1964 году для команды был построен ЛДС «Сибирь», который был домашней ареной команды до 2023 года, с сезона 2023/24 домашней ареной клуба является «Сибирь-Арена». Наивысшее достижение — победа в дивизионе Чернышёва, выход в финал Восточной конференции КХЛ, бронзовый призёр чемпионата КХЛ в сезоне 2014/2015.

## История

### Зарождение хоккея с шайбой в Новосибирске
История новосибирского хоккея берёт своё начало в 1947 году — именно тогда энтузиаст и популяризатор хоккея Иван Иванович Цыба, который в марте 1948 года посетил в Москве семинар по технике и тактике хоккея с шайбой, привёз из столицы настоящие канадские клюшку и шайбу. Эти атрибуты вызвали колоссальный интерес у всех новосибирских любителей спорта. В конце сезона руководство новосибирского ДСО «Динамо» принимает решение об отказе от участия в соревнованиях по бенди и начале популяризации хоккея с шайбой. Тем более, что в 1946 году — в первом чемпионате СССР, два игрока, чья спортивная карьера началась в Новосибирске: Олег Толмачёв и Всеволод Блинков, стали чемпионами страны в составе московского «Динамо».

### Становление

«Динамо»-58, первый ряд (сидят): Судоплатов, Вяткин, Поляшов, Михайлов, Тархов; второй ряд: Нагих, Кретов, Бубенец, Терликов, Бирюлинцев, Стаин, Радаев, Ивлев, Алешкович, Картавых, Золотухин, Щемелинский, Бодров

До 1949 года в Новосибирске зимним видом спорта № 1 был хоккей с мячом, пока из Москвы не стали приезжать команды, участвующие в чемпионате страны по хоккею с шайбой. В отличие от европейских городов, зима в столице Сибири была ранняя и длинная, стадионов с искусственным льдом тогда не было, и многие элитные хоккейные клубы стали прилетать в Новосибирск на сборы, а заодно сыграть товарищеские матчи с местными командами, которые были сильны в русском хоккее.
Первая хоккейная коробка в Новосибирске была сооружена осенью 1948 года на берегу Оби, на воднолыжной станции неподалёку от речного вокзала. Эта станция принадлежала спортивному обществу «Пищевик». В феврале появилась вторая хоккейная площадка — на «Спартаке». Первые матчи по хоккею с шайбой на стадионе «Спартак» состоялись 5 декабря 1949 года. В честь Дня сталинской конституции на только-только построенной коробке состоялся блицтурнир с участием четырёх команд: «Спартака», «Динамо», ОДО и «Пищевика». Победителями стали «динамовцы», обыгравшие «гладиаторов» со счётом 4:1. Все эти четыре команды летом будущего года «записались» в турнир первенства РСФСР. Дебютные матчи в Новосибирске состоялись 10 января 1951 года почти в 40-градусный мороз. Вновь встретились «Динамо» и «Спартак». Бело-голубые на этот раз победили со счётом 6:2.
Большой благосклонностью пользовалась заводская хоккейная команда «Химик» у директора НЗХК Анатолия Каллистова (руководил заводом в 1951-56 гг.). По его распоряжению в Новосибирске была построена одна из первых хоккейных площадок (в сквере по улице 25 лет Октября), а также организована работа с детскими командами.

Валентин Кузин

В послевоенное время в Новосибирске сильнейшими командами по хоккею с мячом были ОДО и «Динамо». Армейцы делали акцент на футбол, рассматривая хоккей с мячом как зимнюю тренировку-забаву. Конкурировать с мощным армейским клубом было тяжело, и «динамовцы» решили полностью переключиться на хоккей с шайбой. Таким образом, новосибирское «Динамо», в эти годы, являлось основной хоккейной командой города. В активе «динамовцев» два титула чемпиона РСФСР (1949, 1953 гг.), а также бронза чемпионата РСФСР (1951 гг.). Помимо этого в сезоне 1952/1953 был завоёван Кубок РСФСР, после которого клуб получает право участвовать в чемпионате СССР среди сильнейших команд мастеров. Дебют новосибирского «Динамо» в хоккейной элите СССР совпал с открытием девятого чемпионата СССР, которое состоялось 28 ноября 1954 года в Новосибирске на стадионе «Спартак». В дебютном для себя сезоне 1954/1955 в высшей лиге «Динамо» по итогам чемпионата оказывается на 9-м месте. Этот результат в дальнейшем был повторён дважды: в сезонах 1956/1957 и 1959/1960, однако оставался непревзойдённым более 50-ти лет.
В это время, в составе московского «Динамо» и сборной СССР, блистал новосибирский воспитанник: чемпион Олимпийских игр 1956, чемпион мира 1954, 1956, серебряный призёр чемпионата мира 1955, чемпион СССР 1954, многократный второй и третий призёр чемпионата СССР — Валентин Кузин. Два года своей карьеры он отдал новосибирскому «Динамо», а затем на протяжении всей карьеры выступал за одноклубников из Москвы. Помимо Кузина сибиряки подготовили ещё одного олимпийского чемпиона — Виктора Никифорова. На сборы сборной СССР приглашались также ещё три хоккеиста «Динамо»: Виталий Стаин, Анатолий Бирюлинцев и Вячеслав Бубенец.
Первая юношеская хоккейная команда в Новосибирске была создана в сезоне 1954/1955 гг., после того, как новосибирское «Динамо» начинает своё выступление в чемпионате СССР. Помимо основного состава, каждая команда класса «А» должна была иметь юношеский. Капитаном и ведущим игроком молодёжной команды становится Виталий Стаин, который в дальнейшем стал капитаном, а затем и тренером основы «Сибири». В первом же своём чемпионате юные новосибирцы стали обладателями бронзовых медалей первенства СССР.
Помимо «Динамо» ещё две новосибирские команды становились чемпионами РСФСР: «Крылья Советов», дважды, в сезонах 1954/1955 и 1956/1957, а также «Химик» в сезоне 1955/1956. В 1953 году новосибирские клубы «Динамо» и ОДО произвели объединение. Игроки, не попавшие в основу той команды, усилили состав «Крыльев Советов». Армейская команда ОДО выступала в хоккейных чемпионатах не регулярно. После серебряных медалей чемпионата РСФСР 1951/1952 и 11-го места в составе чемпионата СССР среди команд мастеров в классе «А» в сезоне 1952/1953, армейцы решают сосредоточиться на футболе. Возрождение этой хоккейной команды произошло лишь в 1958 году.
В сезоне 1961/62 СКА руководил Анатолий Тарасов, который ранее был уволен с поста главного тренера сборной и ЦСКА после того, как сборная СССР под его руководством на чемпионате мира в США заняла третье место (худший результат за все семь лет выступлений на ЧМ). В Новосибирске Тарасов пробыл менее года. В 1964 году армейцы одержали победу в чемпионате РСФСР, однако в классе сильнейших новосибирской команде выступить так и не удалось.

### Эпоха «Сибири»
В начале шестидесятых возникла ещё одна проблема — финансовая. В «Динамо», которое выступало в элите советского хоккея, условия были хуже, чем, например, в другой новосибирской команде — «Химик» (завода НЗХК), которая играла в низшем дивизионе. В 1962 году «Динамо» объединилось с «Химиком», новая команда была переименована в «Сибирь». Старшим тренером команды стал Юрий Дмитриевским, капитаном — Юрий Судоплатов. Что через два года команда начала тренироваться и выступать на новом стадионе «Сибирь» с искусственным льдом. Первоначально у стадиона отсутствовала крыша, и лишь в 1972 году произошла реконструкция открытого стадиона в закрытый Ледовый дворец спорта «Сибирь». В дальнейшем стадион достраивался, после чего в 1977 году вмещал 8300 зрителей, что сделало его вторым по вместимости хоккейным стадионом СССР.
Благодаря НЗХК в Новосибирске появились не только хоккейный клуб «Сибирь», но и целый микрорайон под названием «Красная горка» (потом он влился в Калининский район). В нём и стал бурно развиваться хоккей с шайбой. Для обеспечения хоккейного клуба инвентарём на НЗХК был приглашён столяр с электровакуумного завода, имевший опыт изготовления клюшек, был создан экспериментальный участок по их выпуску.
Свой первый матч в чемпионате страны «Сибирь» сыграла 31 октября 1962 года в Риге. Соперником команды была местная «Даугава». Новосибирцы сотворили сенсацию, разгромив рижан со счётом 8:1. Первую шайбу «Сибири» забросил нападающий Виктор Картавых.
С начала основания команды «Сибирь» металась между классом сильнейших и вторым по силе первенством страны. Неоднократно изменялась структура чемпионата, которая иногда помогала новосибирскому клубу остаться на высшем уровне, а иногда, напротив, не позволяла задержаться там надолго. По ходу сезона 1975/76 на место вполне преуспевающего тренера Владимира Золотухина приходит более авторитетный — Николай Эпштейн, который до приезда в Новосибирск проработал 23 года главным тренером в воскресенском «Химике». Привить оборонительный стиль воскресенской команды Эпштейну не удалось. «Сибирь» надолго отправилась в первую лигу, и лишь после ухода Эпштейна в 1978 году и прихода Виталия Ивановича Стаина, в сезоне 1982/83, команда выигрывает чемпионат первой лиги и возвращается в элиту.
В конце 60-х новосибирская хоккейная школа стала одной из лучших в СССР. Самые значимые достижения юниорских и молодёжных команд школы «Сибирь» связаны с именами тренеров Виктора Звонарёва (работал в 1966—1995) и Василия Бастерса (1966—1977).
Четырнадцать сезонов отыграл за «Сибирь» Борис Барабанов, забивая за сезон в среднем по 29 шайб. Всего на его счету — 406 голов. Свой первый матч за команду мастеров «Сибири» 17-летний Барабанов сыграл в Новокузнецке против местного «Металлурга», заменив травмированного Сергея Яковлева. В той встрече он забил свой первый гол. Свою сотую шайбу в официальных матчах за «Сибирь» Барабанов забросил 14 февраля 1979 года. В сезоне Барабанов забил 55 шайб.
В 1992 году «Сибирь» не попала в чемпионат МХЛ и до 1994 года выступала в чемпионате ФХР. Лишь в сезоне 1994/1995, после расширения МХЛ, команда попала в элитный дивизион, где выступала до сезона 1997/1998 включительно.
В высший дивизион чемпионата России «Сибирь» вернулась в сезоне 2002/2003.
В 2008 в состав учредителей новосибирского клуба вошли «Новосибирскэнерго» и «Сибирский Антрацит», который входил в группу «Аллтек», владельцем которой был миллиардер Дмитрий Босов. Босов возглавил попечительский совет клуба.
С сезона 2008/09 выступает в Континентальной хоккейной лиге.

### Новая команда в новой лиге (с 2008)

#### Сезон 2008/09
После провального сезона 2007/2008, в котором «Сибирь» заняла лишь предпоследнее место в общей таблице чемпионата, руководство новосибирского клуба решило пойти на кардинальные перемены. Новым главным тренером становится прославленный российский хоккеист — Андрей Хомутов. Лидеры прошлого сезона покидают расположение клуба.
Тренерский штаб решил сделать акцент на легионеров, таким образом, в команде оказались нападающие — Иван Черник и Ростислав Павликовский, а также голкипер — Томас Лоусон. Однако, несмотря на большие надежды, которые на них возлагались, проявить себя смог лишь Лоусон, став по настоящему любимцем новосибирской публики.
Руководство осталось недовольным результатами и качеством игры новосибирской команды. В январе место Хомутова занимает Владимир Семёнов, приход которого вызвал много критики со стороны болельщиков «Сибири». Несмотря на это команда из Новосибирска начала демонстрировать более стабильную игру под конец регулярного чемпионата, но попасть в плей-офф подопечным Семёнова не удалось.
Один из лучших сезонов в своей карьере провёл форвард «Сибири» Евгений Лапин, став лучшим бомбардиром команды. Он же стал лучшим снайпером, забросив в 55 играх 22 шайбы. Капитан новосибирцев — Дмитрий Юшкевич, будучи защитником, стал 4-м игроком по результативности в команде, набрав в 56 матчах 26 очков.

#### Сезон 2009/10
Главной задачей в межсезонье для «Сибири» было сохранить основной костяк команды. Но, несмотря на это, новый сезон команда начала уже в совершенно ином обличии. Ожидаемо команду покинули Павликовский и Черник, их места заняли экс-нападающие уфимского «Салавата Юлаева» — Михал Микеска и Леош Чермак. Новым капитаном становится Александр Бойков.
После неудачного старта Владимир Семёнов отправляется в отставку. Как казалось, на время, пост исполняющего обязанности главного тренера принимает Андрей Тарасенко, работавший до этого помощником главного тренера в новосибирском клубе. Однако «Сибирь» выдаёт блестящий отрезок, после которого руководство принимает решение избавить Тарасенко от приставки «И. о.». Для «Сибири» самым сложным выдался декабрь, команда никак не могла найти свою игру и потеряла много важных очков. В итоге всё решалось в последний день регулярного чемпионата. Для попадания в плей-офф «Сибири» необходимо было обыгрывать в гостях «Витязь», однако команда неожиданно уступила со счётом 2:5. Этим воспользовался екатеринбургский «Автомобилист», который свой шанс не упустил, выиграв последнюю игру регулярки. «Сибирь» оказывается на 9-м месте в конференции. Третий год подряд Новосибирск остаётся без игр на выбывание.
Капитан команды — Александр Бойков становится лучшим бомбардиром, записав на свой счёт 37 очков. С лучшей стороны себя проявил Юрий Ключников, который после ухода Александра Фомичёва и Томаса Лоусона, стал в конце регулярного чемпионата основным голкипером клуба.

#### Сезон 2010/11
Помощником Андрея Тарасенко на тренерском мостике становится капитан «Сибири» образца сезона 2008/2009 — Дмитрий Юшкевич.
Селекция в этом сезоне сводилась к покупке скандинавских игроков. Таким образом, в команде оказались защитники — Александр Хеллстрём, Илкка Хейккинен, нападающие — Йонас Энлунд и Вилле Ниеминен, а также один из ведущих вратарей шведской национальной сборной — Стефан Лив.
С самого начала чемпионата «Сибирь» закрепилась в лидирующей группе. Однако после нового года наметился некий спад, который, впрочем, не помешал новосибирскому клубу уверенно закрепиться в зоне плей-офф. По итогам регулярного чемпионата дружина Андрея Тарасенко занимает 6-ю позицию, и попадает, как потом окажется, на обладателя Кубка Гагарина — уфимский «Салават Юлаев».
Несмотря на хорошую игру в большинстве, стабильную игру в обороне и потрясающие действия голкипера команды, «Сибири» не удалось порадовать новосибирскую публику хотя бы одной победой в серии.
Лучшим бомбардиром стал новобранец Игорь Мирнов, который в 53 играх набрал 40 очков. В полной мере не смогли себя проявить молодая гвардия новосибирского клуба в лице Йонаса Энлунда и Владимира Тарасенко, которые по ходу сезона получили травмы. У защитников лучший показатель — по 22 очка, заработали Георгий Пуяц и Илкка Хейккинен

#### Сезон 2011/12
Команду покидают несколько лидеров. Руководству не удалось достичь договорённости с основным голкипером «Сибири» прошедшего сезона. Стефан Лив отправляется в Ярославль. Меньше всего клуб интересовали услуги лучших нападающих в минувшем сезоне — Вилле Ниеминена и Игоря Мирнова. С Ниеминеном контракт не был продлён, а Мирнов был выставлен на драфт отказов. Из скандинавских игроков в команде продолжает прибывать лишь Йонас Энлунд. Контракты с защитниками — Иллкой Хейкиненом и Александром Хеллстрёмом расторгнуты. После двухгодичного «капитанства» в Череповец перебирается Александр Бойков.
На роль основного голкипера приглашается австриец Бернд Брюклер, ныне два сезона отыгравший в рядах нижегородского «Торпедо». К сыгравшемуся тандему в лице Владимира Тарасенко и Йонаса Энлунда клуб приобретает финского форварда Йори Лехтеря. «Ударная» тройка блистала на предсезонных турнирах, а в дальнейшем и в регулярном чемпионате. Однако в итоге новосибирская команда добивалась успеха в нападении лишь благодаря действиям этого звена. У игроков «Сибири» прошлогоднего образца резко упала результативность. Команду не прекращаясь преследовали травмы. На протяжении сезона была видна явная нестабильность в результатах. По этой причине руководство «Сибири» решило отправить в отставку Андрея Тарасенко. Рулевым новосибирцев становится Дмитрий Юшкевич.
Коренных изменений не происходит. На последнем этапе чемпионата из-за не попадания «Сибири» в плей-офф, руководство принимает решение распродать лидеров команды, дабы улучшить своё финансовое положение к следующему чемпионату. В числе распроданных хоккеистов оказались: Владимир Тарасенко, Георгий Пуяц, Александр Кутузов, Вячеслав Белов, при этом права на Владимира Тарасенко и Александра Кутузова должны были перейти «Сибири» сразу после окончания плей-офф. Новосибирская команда заканчивает чемпионат на 11-м месте в конференции и, как ожидалось, не попадает в игры на выбывание.
Лучшим бомбардиром команды стал Владимир Тарасенко. На его счету 38 (18+20) очков в 39-и матчах. В защитной линии лучший показатель у Вячеслава Белова — 17 (6+11) очков. «Ударная» тройка, несмотря на травму Йори Лехтеря, набирает ровно 100 очков по системе «гол+пас».

#### Сезон 2012/13
После провального сезона произошли изменения в тренерском штабе «Сибири». На смену Дмитрию Юшкевичу пришёл экс-главный тренер «Северстали» Дмитрий Квартальнов. Вместе с ним из Череповца в Новосибирск перебрался Петерис Скудра, при этом в тренерском штабе остались Андрей Тарасенко и Константин Капкайкин.
Летом 2012 года тренерский штаб и генеральный менеджер клуба Кирилл Фастовский проделали большую работу. Линию обороны пополнили двухметровый словацкий защитник Кристиан Кудроч и латвиец Артур Кулда. Непосредственно перед стартом чемпионата произошли изменения на последнем рубеже. Было принято решение расторгнуть контракт с Берндом Брюклером, а на его места пригласили Джеффа Гласса. Впоследствии Гласс стал одним из ключевых игроков команды. Канадец неоднократно попадал в хит-парады лучших моментов недели, а по итогам чемпионата занял четвёртое место в лиге по проценту отражённых бросков.
С первых же сборов к тренировкам с основным составом «Сибири» начали привлекать молодых игроков. Ими стали как новосибирские воспитанники вроде Артёма Караваева, так и Сергей Шумаков, который является уроженцем Челябинска. Под руководством Квартальнова оба закрепились в КХЛ, а чемпионы мира среди молодёжи Максим Игнатович и Никита Зайцев вышли на новый уровень. 22-летний Зайцев не только стал вторым результативности защитником команды, но и оказался среди лидеров лиги по игровому времени. В итоге Никита получил вызов в сборную России, в составе которой дебютировал на чемпионате мира.
Команда Квартальнова удачно начала регулярный сезон, в стартовых десяти матчах проиграв в основное время только дважды. Во многом, это и стало заделом на всю последующую дистанцию чемпионата. «Сибирь» зарекомендовала себя агрессивной командой с поставленной игрой в обороне. Из команд Восточной конференции меньше «Сибири» пропустил только двукратный обладатель Кубка Гагарина казанский «Ак Барс».
Сезон 2012/2013 ознаменовался не только юбилеем хоккейного клуба «Сибирь», но и локаутом в НХЛ. Из-за того, что за океаном не смогли вовремя договориться владельцы клубов и профсоюз игроков, звёзды мирового хоккея массово отправились в Россию. «Сибирь» не пригласила ни одного энхаэловца, но при этом то и дело обыгрывала звёздные коллективы. Особенно памятным оказался домашний матч против «Динамо Москва» с Александром Овечкиным и Никласом Бэкстрёмом, когда за минуту до конца «Сибирь» проигрывала 1:3, но в итоге победила по буллитам. Запомнилась и выездная победа в Магнитогорске, когда сибиряки остановили «Металлург», ведомый Евгением Малкиным.
2 декабря 2012 года в Новосибирске с размахом отпраздновали 50-летие хоккейного клуба. На праздник прибыли президент ФХР Владислав Третьяк и президент КХЛ Александр Медведев. Днём на льду ЛДС «Сибирь» сошлись ветераны новосибирского хоккея и команда «Газпромэкспорт», в составе которой болельщики могли увидеть Валерия Каменского и Андрея Коваленко. Кульминацией дня стал матч регулярного чемпионата против ЦСКА. Несмотря на поражение по буллитам, полувековой юбилей «Сибири» удался.
Лидерами «Сибири» в сезоне 2012/13 стали финские нападающие. Йори Лехтеря с 46 (17+29) очками стал четвёртым бомбардиром КХЛ и получил приглашение на Матч звёзд, а Йонас Энлунд с показателем «+27» стал самым полезным игроком лиги.
Несмотря на то, что «Сибирь» выполнила задачу на сезон, попав в плей-офф, подопечные Квартальнова были в шаге от того, чтобы сотворить сенсацию и пройти во второй раунд. Заняв в регулярном сезоне седьмое место в конференции, новосибирцы получили в соперники омский «Авангард». Сибирское дерби получилось драматичным и растянулось на семь игр. В решающем матче серии, который проходил в Омске, «Сибирь» уступила со счётом 0:2 и выбыла из розыгрыша Кубка Гагарина. Кристиан Кудроч был признан лучшим защитником первого раунда плей-офф.

#### Сезон 2013/14
После окончания успешного сезона 2012/2013 на главного тренера «Сибири» Дмитрия Квартальнова обратили внимание топ-клубы лиги, но руководству новосибирского клуба удалось сохранить наставника ещё на год. Впрочем, изменения в тренерском штабе всё же произошли. Новым ассистентом Квартальнова вместо Петериса Скудры, ушедшего в нижегородское «Торпедо» на повышение, стал Игорь Никитин, известный новосибирским болельщикам по выступлению за «Сибирь» в роли капитана команды в сезоне 2007/08.
С уходом вратаря Джеффа Гласса в московский «Спартак» у руководства «Сибири» появилась ещё одна сложная задача — найти достойного голкипера, который смог бы заменить канадца и составить здоровую конкуренцию Сергею Гайдученко за роль первого номера. Так в «Сибири» появился представитель Словакии Юлиус Гудачек, ранее не игравший в российском чемпионате. Однако, после неудачной игры на старте сезона, Гудачек попал в запас, а вскоре контракт с ним был расторгнут. На замену словаку новосибирцы оперативно нашли финского голкипера Микко Коскинена из «Эспоо Блюз». С первых же матчей финн стал показывать надёжную игру и по праву стал основным вратарём. В декабре, вместо Гайдученко, помещённого в список отказов, на роль помощника Коскинена из нижегородского «Торпедо» пригласили Никиту Беспалова.
В межсезонье также был продлён контракт с финским форвардом Йори Лехтеря, который входил в пятёрку лучших бомбардиров КХЛ сезоном ранее. Лехтеря, имея на руках предложение от клуба НХЛ «Сент-Луис Блюз», предпочёл остаться в Новосибирске, продолжая выступать в связке со своим другом Йонасом Энлундом.
Также в команду пришли защитники Вячеслав Белов из «Трактора» и Игорь Ожиганов из ЦСКА, форварды Дмитрий Кугрышев, Дмитрий Моня (оба из ЦСКА), финн Ярно Коскиранта из «Таппары», Виталий Карамнов из пражского «Льва», Никита Двуреченский из молодёжного состава «Витязя», Игорь Игнатушкин из «Торпедо» и Николай Лемтюгов из «Трактора». Защитник Никита Зайцев, ещё весной выходивший на игры плей-офф с «Авангардом» в роли капитана команды, перешёл в ЦСКА.
С сезона 2013/2014 «Сибирь» стала представлять в КХЛ не только Новосибирск, но и всю Новосибирскую область. Отныне состав новосибирского клуба дикторы стали объявлять с упоминанием всего региона.
В конце августа «Сибирь» успешно выступила на предсезонном турнире «Каменный цветок» в Екатеринбурге, заняв первое место. Начало чемпионата новосибирцы провели ровно, одержав в сентябре пять побед, при этом уступив в четырёх встречах. Зато уже в октябре подопечные Дмитрия Квартальнова набрали ход и одержали шесть побед подряд, обыграв ЦСКА, СКА, «Северсталь», «Атлант», «Локомотив» и «Авангард».

#### Сезон 2014/15
После двух успешных сезонов под руководством Дмитрия Квартального хоккейный клуб «Сибирь» не смог сохранить рулевого. Новым главным тренером был назначен Андрей Скабелка, который на тот момент помогал экс-тренеру «Сибири» Петерису Скудре в Нижегородском «Торпедо». Однако, серьёзные изменение в тренерском штабе не так сильно отразились на составе, удалось сохранить большую часть команды, обновив её лишь точечно.
Подписание в межсезонье защитника Патрика Херсли с сильным броском оказалось очень необходимой силой по ходу всего чемпионата. Перейдя из шведского «Лександа», Херсли продолжил штамповать шайбу за шайбой уже в составе «Сибири» и за 56 матчей в регулярном чемпионате забросил 16 шайб и отдал 17 передач. Швед Андреас Турессон в начале регулярного чемпионата демонстрировал невероятное снайперское чутьё, набрав в первых четырёх матчах чемпионата 8 очков. Но уже в октябре хоккеист был обменян в череповецкую «Северсталь» на соотечественника Давида Улльстрёма. Позже выяснилось, что швед пришёлся ко двору и провёл блистательную концовку чемпионата, однако, мелкие травмы выбивали хоккеиста из игры. Но главной трансферной неожиданностью по ходу регулярного чемпионата стал обмен Микко Коскинена, который, продолжая показывать надёжную игру, перешёл в петербуржский СКА. В обратном же направлении последовал чешский страж ворот Александр Салак. Как оказалось позднее, от этого обмена выиграли обе стороны.
Дебют Андрея Скабелки у руля «Сибири» в первые полтора месяца чемпионата по-настоящему удался, команда демонстрировала качественный хоккей. Однако, вся эта уверенность покинула команду в середине октября, когда «Сибирь» потерпела пять поражений, из которых четыре пришлись на домашнюю серию. Изменил ситуацию Олег Губин, который в Братиславе не просто заступился за партнёра по команде, но и вернул былую уверенность подопечным Андрея Скабелки. Тогда «Сибирь» обыграла в выездной встрече «Слован» 3:2 и начала новую беспроигрышную серию, которая в итоге дошла до отметки в девять побед подряд. «Сибири» в декабре почти удалось повторить серию, но тогда команда остановилась на отметке в 8 побед. Сбалансированный сезон не только позволил «Сибири» досрочно оформить путёвку в плей-офф, но и занять второе место в Восточной конференции, тем самым выиграв дивизион Чернышёва и побив личный клубный рекорд в элите российского хоккея.
Три игрока команды участвовали в Матче звёзд КХЛ: вратарь Александр Салак, защитник Патрик Херсли и нападающий Дмитрий Кугрышев, который забросил в игре одну шайбу. Также тренером команды «Востока» стал Андрей Скабелка. В конкурсе «сила броска» победителем стал Патрик Херсли, в своей лучшей попытке пославший шайбу со скоростью 164 км/ч.
В таком гладком сезоне лидером «Сибири» в сезоне 2014/15 стал Дмитрий Кугрышев, который за 49 матчей набрал 46 очков. Следом за российским нападающим оказались два финна: Йонас Энлунд и Ярно Коскиранта, которые набрали по 45 очков. Также хороший сезон провёл Дмитрия Моня, который за 56 матчей набрал 35 (13+22) очков.
Серия плей-офф для «Сибири» началась с домашнего поражения в матче от «Трактора» 1:4, но в дальнейшем подопечные Андрея Скабелки контролировали ход серии. «Сибирь» победила в серии 4:2. Во втором раунде «Сибирь» вышла магнитогорский «Металлург». В отличие от прошлогодней серии между этими командами, на этот раз серия начиналась не в Магнитогорске. «Сибирь» на своей арене дважды обыграла соперника, и серия переехала в Магнитогорск, где подопечные Андрея Скабелки уступили в матче со счётом 2:5. Тогда же вратарь Александр Салак был дисквалифицирован на один матч. Однако, это не помешало хоккеистам из Новосибирска сотворить историю. Обыграв «Металлург», хоккеисты «Сибири» вышли в третьем раунде на «Ак Барс». Проиграв в упорной борьбе серию в пяти матчах 1:4, «Сибирь» стала бронзовым призёром КХЛ сезона 2014/15.

#### Сезон 2015/16
После невероятного сезона для новосибирской команды руководству не удалось в межсезонье сохранить большую часть ключевых игроков. Йонас Энлунд вместе с Патриком Херсли отправились в Ярославль, Ярно Коскиранта в СКА, а Дмитрий Кугрышев и Игорь Ожиганов вернулись в ЦСКА. Удалось сохранить лишь шведского нападающего Дэвида Улльстрема и Александра Салака. На замену ушедшим легионерам пришли силовой нападающий Томаш Винцоур и шведский хоккеист Калле Риддервалль, а также защитник Владимир Рот. Проведя две товарищеские игры с рижским «Динамо» и учебно-тренировочный сбор в Финляндии, команда традиционно отправилась на Мемориал И. Х. Ромазана в Магнитогорск, где хоккеистам удалось лишь победить челябинский «Трактор» в серии буллитов. Тем не менее, несмотря на неудачные результаты в контрольных матчах, у команды нашлись свои лидеры. Лучшими бомбардирами стали новобранец Риддервалль, Максим Шалунов и Давид Улльстрём.
Начало сезона «Сибирь» проводила на выезде. Привезя с выезда 50 % очков, подопечные Андрея Скабелки постепенно стали набирать игровую форму: с середины и по октябрь «Сибирь» проиграла лишь три матча. Один из легионеров «Сибири» Владимир Рот неожиданно покинул команду в разгар сезона, на тот момент чех провёл 17 матчей, в которых отметился пятью (2+3) набранными очками. Проблему в обороне новосибирский клуб решил уже в октябре, подписав сначала Николая Демидова, который отправился в молодёжный состав новосибирской команды. А чуть позже клуб подписал контракт до конца сезона с защитником сборной Словакии Андреем Месарошем, который перебрался в «Сибирь» из НХЛ.
Набрав стабильный ход к январю, «Сибирь» комфортно себя чувствовала в зоне плей-офф и до конца регулярного чемпионата боролась с омским «Авангардом» за победу в Восточной конференции. Однако, команде не хватило лишь одного очка, чтобы по итогам 60 матчей оказаться на первом месте, тогда «Сибирь» набрала 105 очков и вышла в плей-офф на «Адмирал» из города Владивосток.
В плей-офф подопечные Андрея Скабелки не испытали особых проблем в первом раунде в серии с «Адмиралом», обыграв клуб из Владивостока в пяти матчах. Во втором раунде соперником стал магнитогорский «Металлург». В выездных матчах команды обменялись победами, а вот в Новосибирске для «Сибири» сложилось все не так удачно. Сначала «Сибирь» проиграла гостям матч 1:5, а в следующем матче в невероятной концовке на последней минуте Калле Риддервалль сравнял счёт и перевёл игру в овертайм. Но уже на первой минуте Сергей Мозякин забросил победную шайбу, сделав счёт 4:3, тем самым удвоив преимущество в серии своей команды перед игрой в Магнитогорске до двух побед. Раздосадованный Александр Салак за неспортивное поведение был дисквалифицирован на пять матчей. Как бы ни старался помочь команде Никита Беспалов в пятой встрече, этого оказалось недостаточно для побед. «Сибирь» проиграла будущему обладателю Кубка Гагарина в пятом матче 1:2 и завершила сезон.

#### Сезон 2016/17
Перед девятым сезоном в КХЛ «Сибирь» в межсезонье покинули легионеры Андрей Месарош, Калле Риддервалль, Давид Улльстрём, Томаш Винцоур. Воспитанник клуба Константин Алексеев, проведя в родной «Сибири» восемь сезонов, перешёл в московский ЦСКА. Завершили своё выступление за «Сибирь» Сергей Гимаев, Виктор Бобров и Алексей Копейкин, Никита Беспалов. Взамен ушедшим клуб подписал контракты с тремя легионерами с опытом выступления за сборные. Защитник Адам Полашек перебрался в Новосибирск из чешской «Спарты». Йоонас Кемппайнен прямиком из НХЛ, а Ээро Эло из «Автомобилиста». Чуть позже был подписан контракт с Евгением Артюхиным, который перешёл в «Сибирь» из СКА.
Уже в сентябре регулярного чемпионата «Сибирь» задала для себя уверенный темп, находясь в зоне плей-офф, команда стабильно набирала очки, с такими темпами не справился Ээро Эло, с которым в конце сентябре расторгли контракт.
Однако, в начале октября в команде началась серия травм, которая коснулась и основного вратаря Александра Салака, который получив серьёзнейшее повреждение, выбыл до конца сезона. На замену чешскому вратарю был подписан Дэнни Тейлор, ранее выступавший в КХЛ за минское «Динамо» и хорватский «Медвешчак».
Девятый сезон для «Сибири» действительно был примечателен тем, что команда 15 раз переводила встречи за пределы 60-ти игровых минут. Решающий матч для «Сибири» состоялся в Екатеринбурге, где хоккеистам необходимо было побеждать хозяев в основное время, но в итоге «Сибирь» обыграла «Автомобилист» в серии буллитов. Победа «Сибири» в дополнительное время не позволила выйти в плей-офф лишь по разнице побед в основное время, ведь у идущих на 8-м месте «Куньлунь Ред Стар» при равенстве очков было на четыре победы больше в основное время.
Максим Шалунов наряду с Сергеем Шумаковым стали лучшими бомбардирами команды, набрав по 37 очков. Шалунов помимо всего стал лучшим снайпером команды, забросив за регулярный чемпионат 19 шайб. Воспитанник «Сибири» Константин Окулов набрал 29 очков, при этом ему всего две шайбы не хватило, чтобы догнать в снайперской гонке Шалунова. Среди защитников лидером по системе «гол+пас» стал Адам Полашек, который провёл все 60 игр в чемпионате, забросил шесть шайб и отдал 22 результативные передачи. Сергей Беляков смог за сезон заблокировать 141 бросок.

#### Сезон 2017/18
После неудачной концовки сезона 2016/17 подал в отставку главный тренер Андрей Скабелка. Максим Шалунов, Сергей Шумаков и Константин Окулов перебрались в московский ЦСКА в обмен на Александра Шарова. На смену ушедшим легионерам пришли два шведских нападающих — Патрик Закриссон и Александр Бергстрём, на сборах в Финляндии присоединился к команде ранее игравший в «Сибири» финский нападающий Йонас Энлунд. Позже из московского ЦСКА перешли Вячеслав Основин и Кирилл Воробьёв. В межсезонье исполняющим обязанности главного тренера был назначен бывший ассистент Андрея Скабелки Павел Зубов, перед началом сезона Зубов был утверждён в качестве главного тренера команды.
После трёх побед на старте сезона «Сибирь» потерпела три поражения. Далее в сентябре команда стабильно набирала очки, чего не скажешь о других осенних месяцах. К началу декабря подопечные Павла Зубова все больше отставали от заветной восьмёрки, что привело к отставке главного тренера. Новый наставник Владимир Юрзинов приступил к деятельности в выездном матче против магнитогорского «Металлурга», в том матче победить не удалось. За семнадцать матчей до конца регулярного чемпионата под руководством нового тренера команда проиграв всего 2 матча. Постепенно отыграв гандикап от 8-го места, команда перед последним матчем находилась на восьмом месте, также «Сибирь» одержала три победы подряд, не пропустив ни одной шайбы. Перед заключительным матчем регулярного чемпионата новосибирцы вышли на восьмое место, однако в одном из важнейших матчей сезона победить «Сибири» не удалось, и, как год назад, команда по итогам сезона оказалась вне плей-офф.
Патрик Закриссон и опытный Александр Бергстрём стали лучшими бомбардирами команды. Патрик за 56 игр набрал 42 (13+29) очка. Бергстрём по ходу регулярного чемпионата выдал результативную серию из 15 матчей, в которых набирал очки. Несмотря на результат команды, прорывным сезон стал и для защитников Ивана Верещагина и Николая Демидова. Воспитанник подольского «Витязя» набрал 22 (5+17) очков, Демидову же удалось набрать 12 (4+8) очков. Восстановившись после травмы, Александр Салак практически поделил игровое время с Алексеем Красиковым, который выдал отличный сезон. За 30 матчей регулярного чемпионата Красиков отразил 93,9 % бросков при средних 1,99 пропущенных шайб за матч.

#### Сезон 2018/19
Владимир Юрзинов вместе с тренерским штабом произвели ряд ключевых изменений: в команду в межсезонье перешли лучший снайпер финской Liiga Шарль Бертран, один из лучших бомбардиров лиги Юлиус Юнттила. Вернулись в КХЛ Кори Эммертон и Дэнни Тейлор, который уже защищал ворота «Сибири» в сезоне 2016/17. Решил попробовать свои силы в КХЛ и финский нападающий Юкка Пелтола. Также команду пополнили два защитника — Олег Пиганович и Александр Логинов.
На старте сезона новосибирская команда испытала серьёзные игровые проблемы. Подопечные Владимира Юрзинова потерпели шесть поражений подряд, после чего главный тренер подал в отставку. Пост главного тренера занял 50-летний белорусский специалист Александр Андриевский, которому нужно было в кратчайшие сроки выйти из сложившейся ситуации. Однако, одержать победу команде удалось лишь в 13 матче. Помимо неудовлетворительных результатов сменился не только тренер, ушли и несколько игроков, которые подавали надежды в межсезонье. По ходу регулярного чемпионата команду покинули не только Энвер Лисин и Андрей Сигарёв, но и легионеры Юлиус Юнттила, Шарль Бертран, Кори Эммертон. На смену игрокам пришли три канадца: Джордан Кэрон, Шэйн Принс и Жильбер Брюле.
Игровые проблемы команда наладила к середине ноября, тогда «Сибирь» впервые за сезон одержала пять побед подряд. Перед новым годом подопечные Александра Андриевского находились в шаге от зоны плей-офф, но январский период команда провела неудачно. Это отбросило «Сибирь» далеко за пределы зоны плей-офф. После окончания чемпионата «Сибирь» вновь заняла девятое место в регулярке, что не позволило новосибирцам выйти в плей-офф третий год подряд.
Большим открытием в этом сезоне стал 20-летний Никита Михайлов, который ещё в прошлом сезоне защищал цвета молодёжной команды, а в дебютном сезоне КХЛ набрал 25 (13+12) очков. Дмитрий Саюстов под руководством Андриевского показал лучший сезон в карьере. Уроженец Челябинска за 54 игры отметился 31 (12+19) очками. Николай Демидов и Александр Шаров с ещё большим прогрессом провели сезон, улучшив свои индивидуальные статистические рекорды в КХЛ. Также не ждали прорыва и от Данила Романцева, а воспитанник ярославской школы хоккея стал лучшим снайпером команды, забросив 14 шайб за 60 матчей.

#### Сезон 2019/20
Третий подряд сезон без плей-офф вновь заставил руководство клуба пойти на серьёзные кадровые перестановки. Вместо Александра Андриевского на пост главного тренера «Сибири» был приглашён Николай Заварухин. Ранее, 45-летний специалист уже трудился в Новосибирске наставником молодёжной команды «Сибирские снайперы», а затем входил в тренерские штабы «Нефтехимика» и «Автомобилиста». Должность главного тренера клуба КХЛ в сезоне 2019/20 стала для него дебютной.
В межсезонье тренерским штабом была сделана ставка на финских легионеров. На позицию вратаря в «Сибирь» пригласили Харри Сятери, а в нападение — форвардов Юусо Пуустинена и Михаэля Руохомаа из «Нефтехимика», защитную линию укрепил Юрки Йокипакка. Также в команде ещё на сезон остался и нападающий Юкка Пелтола. Среди российских игроков ключевым приобретением стал форвард Евгений Чесалин. Заключив в межсезонье просмотровый контракт с «Сибирью», Чесалин с первых же матчей показал себя как лидер команды и ещё по ходу сезона получил новый двухлетний контракт.
Чемпионат новосибирцы начали с коротких серий побед и поражений, но уже в конце октября команда набрала обороты и порадовала болельщиков серией из шести побед. Особняком стояла победа над ЦСКА (2:1) в день рождения клуба при полных трибунах ЛДС. В ноябре у подопечных Николая Заварухина произошёл спад, «Сибирь» проиграла восемь матчей, но завершила осенний отрезок выездной победой над «Йокеритом».
К середине февраля «Сибирь» впервые за четыре года обеспечила себе место в плей-офф и с пятого места вышла на «Автомобилист», который расположился в таблице на позицию выше. В первом матче в Екатеринбурге новосибирцы сенсационно обыграли хозяев (2:0). Вторая игра проходила по тому же сценарию — грозное нападение «Автомобилиста» в лице Найджела Доуса и Павла Дацюка никак не могло вскрыть сверхнадёжную оборону «Сибири» и переиграть Сятери, а в овертайме команда Николая Заварухина добыла вторую победу. Судьба третьего матча в Новосибирске опять решалась в овертайме и вновь сильнее оказалась «Сибирь», а вот в четвёртой игре «Автомобилист» одержал победу и серия вернулась на Урал. В пятом матче новосибирцы буквально потом и кровью добились победы и благодаря решающей шайбе Евгения Чесалина поставили жирную точку в этой серии. Николай Заварухин не просто вернул в столицу Сибири плей-офф, но и вывел «Сибирь» в полуфинал конференции, где команда должна была встретиться с «Барысом» Андрея Скабелки. Однако мировая пандемия коронавируса не позволила продолжить все спортивные соревнования и на этом сезон был завершён. Лучшими бомбардирами стали Михаэль Руохомаа — 47 (14+33) очков, Юусо Пуустинен — 41 (23+18) очко, и Юрки Йокипакка — 36 (4+32) очков.
6 мая СМИ сообщили, что руководитель попечительского совета хоккейного клуба «Сибирь», миллиардер Дмитрий Босов покончил с собой. «Сибантрацит» заявил, что продолжит финансирование клуба.

#### Сезон 2020/21
«Сибирь» сохранила главных творцов успеха прошлого сезона — Юусо Пуустинена, Михаэля Руохомаа, Юрки Йокипакку, Харри Сятери, также были подписаны контракты с форвардами Эриком О’Деллом, Олегом Ли, вернулся в Новосибирск воспитанник Степан Санников.
В августе новосибирцы заняли первое место на мемориале Ромазана в Магнитогорске и готовились к предсезонному турниру в Челябинске, но неожиданно для всех вмешался коронавирус — сразу у ряда ведущих хоккеистов и тренеров были выявлены положительные тесты на коронавирус. Всё это не могло не сказаться отрицательно на подготовке команды к сезону, поэтому осенний и начало зимнего отрезка «Сибирь» провела неудачно — было одержано всего 17 побед в 41 матче.
Как оказалось в концовке регулярки, этот неудачный отрезок стоил команде путёвки в плей-офф. По ходу сезона третьим вратарём в команду был приглашён Антон Красоткин, который почти сходу выиграл конкуренцию у Алексея Красикова и стал вторым номером, помогая Сятери набрать форму после неудачной предсезонки. Красиков же отправился защищать цвета сочинской команды. Несмотря на неудачи в сезоне, были и запоминающиеся победы, например на выезде над СКА и ЦСКА. В Москве подопечные Николая Заварухина буквально смяли армейцев, забросив в ворота хозяев пять шайб. А в концовке чемпионата болельщики наконец увидели ту самую «Сибирь» образца весны 2020 года — 7 побед в 11 матчах, и уверенная игра Сятери на последнем рубеже, но было уже поздно. Итогом стало девятое место на Востоке и непопадание в плей-офф. Лучшим бомбардиром команды стал Михаэль Руохомаа — 39 (9+30) очков. Также настоящим открытием стала игра Олега Ли, который набрал 31 очко (17+14) и стал лучшим снайпером.

#### Сезон 2021/22
В межсезонье клуб принял решение сделать перестановку в тренерском штабе — «Сибирь» возглавил Андрей Мартемьянов, а Николай Заварухин покинул Новосибирск. В команду были приглашены нападающий Антон Ведин, игравший до этого в родном чемпионате Швеции, американец Ник Шор, форварды Вячеслав Литовченко, Денис Голубев, Алексей Кручинин, также клуб вернул воспитанника Валентина Пьянова. Линию обороны пополнили Вадим Кудако, Денис Бодров, канадец Тревор Мёрфи. Был продлён контракт и с вратарём Харри Сятери.
В августе «Сибирь», как и годом ранее, победила на мемориале Ромазана в Магнитогорске, но начало сезона неожиданно для всех начала проваливать — всего одна победа в шести матчах не давала повода для оптимизма. Однако затем, после серьёзного разговора внутри коллектива, подопечные Андрея Мартемьянова стабилизировали свою игру и начали набирать очки, а в конце ноября «Сибирь» на своём льду обыграла действующего чемпиона — омский «Авангард» (5:4).
К середине января новосибирцы находились на шестой строчке Востока, когда из-за очередной волны коронавируса были отменены игры регулярного чемпионата, а затем наступила олимпийская пауза. В итоге лига приняла решение возобновить сезон сразу с розыгрыша кубка Гагарина, из-за пересчёта очков в процентном соотношении «Сибирь» в плей-офф вышла на уфимский «Салават Юлаев», а не на «Ак Барс» (что выходило при подсчёте очков). «Салават Юлаев» выиграл серию со счётом 4-1 и вышел в полуфинал Восточной конференции. Отдельного внимания заслуживает третий матч противостояния в Новосибирске, который закончился во третьем овертайме в пользу «Сибири» и стал самым длинным в истории новосибирского клуба. Лучшим бомбардиром команды стал воспитанник Валентин Пьянов, набравший 28 (11+17) очков. Для него этот сезон стал рекордным по набранным очкам за сезон и плей-офф. 26 очков (15+11) набрал Александр Шаров, ставший лучшим снайпером «Сибири». Столько же очков у американца Ника Шора (10+16). Канадский защитник Тревор Мёрфи провёл всего 26 игр за «Сибирь», прежде чем получил травму и выбыл до конца сезона, однако, это не помешало ему стать лучшим бомбардиром и снайпером защитников с 19 очками (6+13). После завершения сезона клуб продлил с канадцем контракт.

#### Сезон 2022/23
После окончания сезона 2021/22 руководство «Сибири» решило продлить ещё на год контракт с главным тренером Андреем Мартемьяновым, но изменения в тренерском штабе всё же произошли — вместо Александра Гольца, отвечавшего за работу с нападающими и игру в большинстве, в клуб пригласили Сергея Кривокрасова, в команде Кривокрасов стал отвечать за игру спецбригад большинства.
В межсезонье новосибирская команда избежала серьёзных потерь в составе, сохранив костяк, однако тренерский штаб принял решение расстаться с ветеранами клуба — Константином Алексеевым и Егором Миловзоровым. Опытный защитник и рекордсмен по количеству игр за «Сибирь» Алексеев позже объявил о завершении игровой карьеры, а его свитер был поднят под своды ледового Дворца спорта. Также команду покинули форварды Олег Ли, Алексей Кручинин и Виктор Комаров.
Спустя несколько сезонов вернулся в Новосибирск воспитанник Владимир Бутузов, также во второй раз был приглашён нападающий Вячеслав Основин. Были подписаны контракты с форвардом Антоном Назаревичем и защитниками Алексеем Соловьёвым и Денисом Александровым, вратарём Денисом Костиным. Но, пожалуй, самым громким приобретением стало появление в столице Сибири канадского нападающего Тэйлора Бека.
Начало сезона «Сибирь» проводила неровно — в первых 12 матчах в основное время было одержано всего три победы, но дальше дела пошли в гору. С октября по декабрь «Сибирь» одержала девять домашних побед подряд, что стало рекордом в новейшей истории клуба. К середине января новосибирцы включились в борьбу за лидерство на Востоке, а потом и вовсе возглавили её. В феврале «Сибирь» сотворила ещё одну мини-сенсацию, первой в конференции обеспечив себе место в плей-офф. Однако концовка регулярного сезона получилась смазанной — на финише коллектив Андрея Мартемьянова проиграл шесть матчей из восьми, в результате чего команда опустилась на шестое итоговое место.
В феврале появилась неофициальная информация о том, что губернатор Новосибирской области Андрей Травников дал поручение проработать возможность проведения домашних матчей «Сибири» в серии плей-офф на новой ледовой арене, которая была введена в эксплуатацию в конце 2022 года.
В первом раунде кубка Гагарина «Сибири» достался омский «Авангард». В первом же матче в Омске новосибирцы одержали эффектную победу в овертайме, но на этом успехи команды закончились — следующие четыре встречи «Сибирь» проиграла, «Авангард» вышел во второй раунд плей-офф КХЛ.
Лучшим бомбардиром «Сибири» по итогам сезона стал форвард Тэйлор Бек, набравший 57 (18+39) очков в 72 матчах. Также Бек установил новые клубные рекорды по количеству очков и голевых передач за одну регулярку. Его соотечественник, защитник Тревор Мёрфи также вписал себя в историю новосибирского клуба — канадец набрал 50 (12+38) очков и стал самым результативным защитником за один регулярный чемпионат в истории «Сибири». Ещё одним рекордсменом стал нападающий Александр Шаров, который забил больше всех голов в истории «Сибири» за один сезон (29 шайб) — всего 55 (31+24) очков в 70 матчах. По итогам двух сезонов работы было принято решение, что Мартемьянов покинет пост главного тренера команды.

#### Сезон 2023/24
Продолжались поиски нового главного тренера команды, им мог стать ассистент Мартемьянова Сергей Кривокрасов, но, в итоге, на должность был назначен 46-летний канадско-российский специалист Дэвид Немировски. Немировски с 2015 по 2018 год занимал должность спортивного директора владивостокского «Адмирала». С 2018 по 2022 год Немировски был главным тренером нижегородского «Торпедо», под его руководством команда трижды попадала в плей-офф, но не проходила дальше первого раунда. Новым тренером вратарей «Сибири» стал 46-летний Егор Подомацкий. Кривокрасов и Тарасенко остались ассистентами главного тренера.
Кроме смены тренерского штаба, команда большие произвела изменения в составе игроков. Новосибирцы продлили контракт со своим лучшим бомбардиром прошлого сезона, Тэйлором Беком, который в 72 матчах набрал 57 (18+39) очков. Новый контракт получил и Тревор Мёрфи, ставший по итогам прошедшего регулярного сезона третьим бомбардиром команды. Были продлены контракты с Антоном Назаревичем, Денисом Александровым, Алексеем Яковлевым, Денисом Костиным, Тимуром Яхияровым, Ильёй Пастуховым. Кроме того, по истечении соглашений покинули клуб Александр Шаров, Михал Чайковски, Евгений Чесалин, Денис Голубев, Вячеслав Литовченко, Валентин Пьянов и Алексей Соловьёв. Состав клуба пополнили Павел Гоголев, Артём Михеев, Динар Хамидуллин. Позже к команде присоединился Никита Сетдиков. После долгих поисков усиления легионерской линии «Сибирь» подписала контракт с Энди Андреоффом, лучшим снайпером регулярного чемпионата АХЛ (37 шайб в 69 играх). Последним покинул клуб Вячеслав Основин. В последние дни перед стартом удалось пописать договор с обладателем Кубка Гагарина (2017) и олимпийским чемпионом (2018) Николаем Прохоркиным, который год назад подписал трёхлетний контракт со СКА, но провёл за клуб ровно три матча. Летом прошлого года форварду сделали операцию, после которой он не играл почти год.
В июле состоялся долгожданный переезд команды на новую «Сибирь-Арену». 13 августа прошёл матч открытия, новую ледовую арену в Новосибирске открывали юниорские сборные России и Белоруссии. Встреча завершилась победой белорусской команды со счётом 3:1. А перед началом встречи прошла торжественная церемония, в которой приняли участие президент Федерации хоккея России Владислав Третьяк, губернатор Новосибирской области Андрей Травников, первый заместитель председателя Госдумы РФ Александр Жуков и первый заместитель министра спорта РФ Азат Кадыров. Первое время качество льда на арене подвергалось критике, мнение высказали Роман Ротенберг, Андрей Скабелка, Николай Прохоркин. Вместе с тем горожане и представители власти и бизнеса, в основном, положительно оценили новую арену.
В первых шести играх чемпионата клуб из Новосибирска одержал две победы, причём все за пределами основного времени, и уступил в четырёх. Положение усугубилось, когда после травмы на длительный срок выбыл лидер обороны Тревор Мёрфи. Команде нужно было время, чтобы привыкнуть к новым методикам игры и вкатиться в чемпионат. Однако результаты выдались нестабильными не только в самом начале сезона. В этих условиях с лучшей стороны показал себя вратарь Антон Красоткин, став лидером команды. На волне его успеха клуб продлил с ним контракт до 2026 года. 22 сентября «Сибирь» и «Нефтехимик» совершили обмен, в результате которого в Нижнекамск переехал нападающий Никита Сетдиков, а в Новосибирск вернулся воспитанник «Сибири» 27‑летний нападающий Михаил Назаров. В конце октября Красоткин и Прохоркин получили приглашение на Матч звёзд КХЛ 2023. Напротив, у Костина игра не заладилась, к середине ноября он провёл всего пять матчей, по результатам которых пропустил 27 шайб, и его процент отражённых бросков опустился до 86 %. Самым плохим для него оказался матч с магнитогорским «Металлургом» 8 ноября, когда он пропустил 8 шайб, 2 из которых были отменены. После этого клуб озаботился вопросом укрепления вратарской линии, 21 ноября клуб сообщил о подписании контракта с финалистом Кубка Стэнли (2020) в составе «Даллас Старз» 37-летним Антоном Худобиным, выступавшим с начала этого сезона за красноярский «Сокол» в ВХЛ. 22 ноября в матче с ХК «Сочи» в основном составе дебютировал 18-летний лидер «Сибирских снайперов» Владимир Михалёв, он вышел вместо травмированного Белоусова. Михалёв мог забить уже в первой смене, но забил на 45-й минуте матча с передачи Бутузова. 2 декабря Владимир Михалёв и Александр Лукин получили приглашение на Кубок Вызова МХЛ 2023, по результатам которого Михалёв получил ещё и приглашение на Матч звёзд КХЛ 2023. В течение всей осени редкие победы сменялись затяжными сериями поражений. Пытаясь усилить линию защиты в отсутствие травмированного Мёрфи, «Сибирь» подписала контракт с Зиятом Пайгиным.
«Сибирь» испытывала проблемы в атаке, игроки много удалялись по ходу матчей, недовольство болельщиков положением клуба росло. Поэтому, когда «Сибирь» 5 декабря проиграла дома минскому «Динамо» (2:3), потерпев четвёртое поражение подряд и отдав очки за шесть секунд до финальной сирены, судьба канадско-российского тренера была предрешена. В этот же день было объявлено о расторжении контракта с Немировски, вместе с ним клуб покинули ассистент Евгений Королёв, видеотренер-аналитик Макс Маркович и тренер по физподготовке Дэвид Гутшон. Исполняющим обязанности главного тренера был назначен Сергей Кривокрасов, который мог возглавить клуб ещё весной. На следующий день к тренерскому штабу присоединился новый ассистент Александр Завьялов. На первый матч Кривокрасова в новом статусе сибиряки вышли предельно заряженными. Исход матча с астанинским «Барысом» 7 декабря был решён в первом периоде, в течение которого новосибирцы забросили в ворота соперников четыре безответные шайбы. Тейлор Бек прервал 16-матчевую безголевую серию, также голами отличились Прохоркин, Бутузов, Михеев и Андреофф, а Костин сыграл уверенно, пропустив всего одну шайбу. 14 декабря в тренерский штаб «Сибири» вошёл новый специалист по физической подготовке. Им стал 56-летний Александр Валерьевич Сыроватский, тренер по фитнесу и бодибилдингу, вице-президент Федерации бодибилдинга Иркутской области, в сезоне 2008/09 работал с командой ВХЛ «Ермак». 19 декабря в матче с «Ладой» впервые с 9 сентября в состав вернулся Тревор Мёрфи. 21 декабря на второй матч с «Ладой» также после длительной травмы в состав вернулся Никита Коротков. Один из лидеров команды Николай Прохоркин не попал в заявку на матчи 23 декабря с «Ак Барсом» и 26 декабря с «Авангардом», капитанскую нашивку получил Коротков. 26 декабря Николай Прохоркин перешёл в «Авангард» в обмен на денежную компенсацию. 27 декабря, в последний день перед дедлайном, «Сибирь» объявила о расторжении контракта с Егором Спиридоновым, и подписала контракт до конца сезона Максимом Марушевым, форвард будет играть в клубе на правах аренды из «Ак Барса». Под руководством Кривокрасова в декабре команда одержала три победы и потерпела три поражения. Новый 2024 год начался с победы над владивостокским Адмиралом.
3 января 2024 года министр физической культуры и спорта Новосибирской области Сергей Ахапов в разговоре о финансировании новосибирских спортивных команд заявил, что в 2024 году ХК «Сибирь» из бюджета Новосибирской области получит 1 217 759 рублей. В прошлом году сумма финансирования составляла 713 650 рублей.
В середине января ХК «Сибирь» ждал выезд на Дальний Восток, в котором команда выиграла два матча из четырёх, что позволило сохранить за собой 8-е место в турнирной таблице с 55 очками после 52 игр. Соперники новосибирской команды в борьбе за восьмое место в конференции, хоть и проиграли свои последние матчи, продолжали преследование. На 9-м месте расположился «Нефтехимик» с 51 очком после 52 игр, а хабаровский «Амур» на 10-м месте с 50 очками в 50 играх.
17 января КХЛ объявила, что ХК «Сибирь» присуждено четыре технических поражения за нарушение лимита на легионеров. В матчах регулярного чемпионата № 2 «Авангард» — «Сибирь», № 13 «Барыс» — «Сибирь», № 30 «Сибирь» — «Барыс», № 39 «Сибирь» — «Автомобилист» хоккейным клубом «Сибирь» было допущено превышение в заявке на отдельно взятый матч установленного ограничения числа хоккеистов в статусе «Иностранный игрок». На клуб был наложен денежный штраф, а результаты соответствующих матчей аннулированы, хоккейному клубу «Сибирь» засчитаны технические поражения. Индивидуальная статистика хоккеистов во всех четырёх матчах сохраняется. В результате этого клуб потерял четыре очка и опустился с 8-го на 9-е место в турнирной таблице. 24 января «Сибирь» подала апелляцию на решение КХЛ.
После непростого выезда и инцидента со снятием очков «Сибирь» продолжила падение, проиграв следом за поражением от «Адмирала» ещё два матча — дома с «Салаватом Юлаевым» и на выезде с челябинским «Трактором», после чего клуб опустился на 10-е место в конференции. В заявку с 8-го января не попадал основной вратарь сибиряков Антон Красоткин. Прервать серию из трёх поражению удалось в Балашихе в матче против «Витязя». «Витязь» открыл счёт на четвёртой минуте матча, «Сибирь» смогла сравнять счёт лишь под занавес второго периода — отличился Энди Андреофф. Новосибирцы забили победный гол в середине третьего периода усилиями Владимира Бутузова. Затем воспользовался ошибкой Воронкова и забил шайбу из-под ноги молодой форвард «Сибири» Владимир Михалёв. Точку в матче голом в пустые ворота поставил Никита Коротков. Это позволило клубу вернуться на 9-е место и продолжить борьбу за выход в плей-офф. Но дальше сибиряков ждали три поражения — от «Северстали», минского «Динамо» и «Ак Барса».
В конце января в СМИ появилась информация, что снятие очков с команды из-за истории с Фёдором Гордеевым и превышением лимита на легионеров не прошло без последствий для руководства клуба. Сообщается, что Правительство Новосибирской области не будет увольнять Кирилла Фастовского, чей контракт истекает ближайшей весной, с поста генерального директора до официального завершения сезона, однако, губернатор региона и глава попечительского совета Андрей Травников уже принял решение не предлагать новое соглашение Фастовскому, отработавшему в Новосибирске 14 лет. Подобная участь ждёт и спортивного директора «Сибири» Сергея Климовича.
Февраль для команды начался с победы по буллитам над «Амуром», прямым конкурентом сибиряков по выходу в плей-офф. Дальше ещё три победы — над «Ак Барсом», «Локомотивом» и «Нефтехимиком». 11 февраля «Сибирь» потерпела разгромное поражение от «Авангарда» со счётом 7:2.
12 февраля завершилось рассмотрение Совместной дисциплинарной палатой КХЛ-ФХР заявления хоккейного клуба «Сибирь» об отмене решения Лиги о присуждении технических поражений за превышения лимита на легионеров в матчах регулярного чемпионата сезона 2023/24, по итогам разбирательства Совместная дисциплинарная палата КХЛ-ФХР приняла решение отказать ХК «Сибирь» в удовлетворении заявления. Также в этот день было объявлено, что «Сибирь» и Фёдор Гордеев расторгли соглашение по инициативе хоккеиста. На следующий день было объявлено, что клуб достиг договорённости о подписании нового контракта с Гордеевым до 2026 года.
15 февраля «Сибирь» дома победила «Нефтехимик» по буллитам и набрала 62 очка, заняв 10-е место в турнирной таблице Восточной конференции. 18 февраля «Амур» обыграл астанинский «Барыс», вследствие чего «Сибирь» потеряла теоретические шансы на плей-офф. За четыре матча до конца регулярного чемпионата «Сибирь» отставала от занимающего восьмое место «Амура» на восемь очков. Даже в случае побед во всех оставшихся матчах новосибирцы уступали хабаровчанам по победам в основное время.
20 февраля клуб провёл последнюю домашний матч, всухую обыграв тольяттинскую Ладу. Последние три игры сезона «Сибирь» провела на выезде, победив столичный ЦСКА и уфимский «Салават Юлаев», но всухую проиграв в последнем матче сезона астанинскому «Барысу» и закончив регулярный сезон на 10-м месте Восточной конференции.
28 февраля состоялась пресс-конференция клуба по итогам сезона, в ней приняли участие генеральный директор Кирилл Фастовский, исполняющий обязанности главного тренера Сергей Кривокрасов, капитан команды Никита Коротков и ассистент капитана Никита Шашков. Во время пресс-конференции Фастовский заявил, что спортивный директор клуба Сергей Климович уволен. Решение о контракте Фастовского будет принято позже на заседании Попечительского совета клуба. Кривокрасов заявил о желании продолжить работу в качестве главного тренера. Коротков поблагодарил болельщиков команды за поддержку.
29 февраля клуб сообщил о продлении контракта с канадским нападающим Энди Андреоффом ещё на один сезон. 10 марта была опубликована информация о расторжении контракта с Антоном Худобиным.
22 марта в СМИ была опубликована информация, что на должность генерального директора хоккейного клуба «Сибирь» будет назначен Лев Игоревич Крутохвостов, возглавляющий государственное автономное учреждение дополнительного образования Новосибирской области «Спортивная школа по хоккею „Сибирь“». Лев Крутохвостов — мастер спорта России, на протяжении многих лет вплотную занимается развитием хоккея в Новосибирской области. Должность спортивного директора займёт Меркулов Виктор Андреевич, ранее занимавший должность генерального менеджера хоккейного клуба «Динамо» (Москва). Исполнительным директором станет Глазков Андрей Иванович, на данный момент занимающий должность заместителя директора по эксплуатации государственного автономного учреждения Новосибирской области «Сибирь-Арена».
28 марта клуб объявил о том, что не будет продлевать контракты с Сергеем Кривокрасовым, Андреем Тарасенко, Александром Завьяловым, Егором Подомацким, Александром Сыроватским и Никитой Капкайкиным. Также было объявлено, что ведётся работа по формированию нового тренерского штаба команды. 29 марта клуб сообщил, что достиг договорённости о подписании контракта с Анваром Гатиятулиным. Однако, подписание не состоялось. Позже было объявлено, что Гатиятулин станет новый главным тренером «Ак Барса». 26 апреля клуб сообщил о продлении контрактов с Георгием Белоусовым и Павлом Гоголевым. 30го апреля клуб сообщил о решении не продлевать контракты с Зиятом Пайгиным, Артёмом Михеевым и Максимом Марушевым. 1 мая «Сибирь» сообщила о назначении Вадима Епанчинцева на пост главного тренера. 3 мая было объявлено о продлении контракта с Ильёй Морозовым на два года. 6 мая клуб объявил о подписании двухлетнего контракта с Валентином Пьяновым и однолетнего контракта с Егором Мартыновым. Также в межсезонье «Сибири» удалось вернуть своего воспитанника Дмитрия Овчинникова, в прошлом сезоне он выступал за «Торонто Марлис» в АХЛ. В последний день мая клуб объявил состав обновлённого тренерского штаба, к Вадиму Епанчинцеву присоединились Ярослав Люзенков в качестве ассистента, Андрей Сапожников — тренер по защитникам, Андрей Тарасенко — тренер по развитию, Егор Подомацкий — тренер по вратарям, Никита Капкайкин и Игнат Савенок — видеотренеры, Владислав Заонковец — тренер по физической подготовке. Также ранее было объявлено, что в клубе будет создана селекционная служба, которую возглавит Юрий Буцаев. 21 июня клуб сообщил о подписании однолетнего контракта с обладателем Кубка Гагарина (2017) и олимпийским чемпионом (2018) 38-летним Сергеем Широковым. 29 июня клуб объявил о расторжении контракта с защитником Денисом Александровым. 11 июля 2024 года клуб сообщил о смерти тренера по развитию Андрея Тарасенко. 29 июля клуб сообщил о продлении контракта Максима Сушко на один сезон. 31 июля клуб сообщил, что Михаил Назаров покидает «Сибирь». 5 августа «Сибирь» сообщила о подписании двухлетнего контракта с обладателем Кубка Гагарина (2024) в составе магнитогорского «Металлурга» нападающим Максимом Карповым.

#### Сезон 2024/25
17 августа команда провела товарищеский матч с «Югрой», победив клуб из ВХЛ со счётом 3:0. Овчинников получил во время матча повреждение и выбыл на три месяца. Конец месяца команда провела в Омске на Мемориале Блинова. «Сибирь» выиграла два из четырёх матчей, забросив в них всего шесть шайб. Четыре из шести голов «Сибирь» забросила «Барысу», который играл в Омске не в оптимальном составе.
«Сибирь» провалила начало сезона, проиграв первые три матча в основное время: 1:2 — омскому «Авангарду», 0:4 — екатеринбургскому «Автомобилисту» и, наконец, трёхкратный обладатель Кубка Гагарина ЦСКА забросил в ворота новосибирцев восемь шайб. К концу первой декады сентября новосибирская команда была единственным клубом лиги, не набравшим очков, и имела худший показатель по статистике забитых и пропущенных шайб 3-14. 11 сентября клуб объявил о подписании контракта с нападающим Владиславом Кара, который ранее уже играл под руководством Епанчинцева в «Югре». 12 сентября в матче с череповецкой «Северсталью» «Сибирь» одержала первую победу в сезоне. В середине второго периода с передачи 17-летнего дебютанта Александра Першакова счёт открыл Тэйлор Бек. «Северсталь» дважды сравнивала счёт. В третьем периоде дважды отличился Бутузов, также голы забили Аланов и Широков. 15 сентября в первом домашнем матче «Сибирь» уверенно обыграла «Авангард» со счётом 4:1, три голевых передачи отдал Мёрфи, по два очка заработали Широков и Бек, также голом отличился новичок Кара. 17 сентября «Сибирь» уверенно победила «Нефтехимик» в своём 1000-м матче в КХЛ. В составе «Сибири» по две шайбы забросили Энди Андреофф и Владислав Кара, ещё одна шайба на счету Сергея Широкова. В этот день на арене своё 88-летие отметил легенда новосибирского хоккея, автор первой заброшенной шайбы в истории хоккейного клуба «Сибирь», мастер спорта международного класса Виктор Картавых. 19 сентября «Сибирь» одержала четвёртую победу подряд, обыграв «Куньлунь Ред Стар» со счётом 3:1. В составе хозяев шайбы забросили Сушко, Широков и Мёрфи. 21 сентября «Сибирь» одержала победу над московским «Спартаком» со счётом 3:1, прервав трёхматчевую победную серию «красно-белых». Голы забили Мёрфи, Бутузов и Карпов. «Сибирь» с 10 очками в восьми встречах поднялась на первое место на Востоке. 24 сентября «Сибирь» одержала шестую победу подряд, обыграв «Сочи» со счётом 4:2, голы забросили Бутузов, Бек, Пьянов и Андреофф. 26 сентября в Новосибирске «Автомобилист» прервал победную серию «Сибири» со счётом 2:4. Стартовый отрезок встречи выдался безголевым, а во втором периоде гости забросили четыре безответные шайбы. В заключительной двадцатиминутке новосибирцы смогли отыграть лишь два гола, играя 5 на 3. 30 сентября «Авангард» прервал семиматчевую серию поражений, обыграв «Сибирь» в Омске со счётом 3:2. Андреофф открыл счёт лишь во втором периоде. После этого у «Сибири» получилось нарастить преимущество с точного броска Георгия Белоусова. «Авангард» смог отыграть оба гола и сравнять счёт. Решающую шайбу в ворота «Сибири» забросил Райан Спунер.
5 октября шатаут Костина помог «Сибири» разгромить «Автомобилист» на выезде, шайбы забили Мёрфи, Пьянов, Коротков и Яковлев. 7 октября На льду «Татнефть Арены» свой 1000-й матч в отечественных чемпионатах проводил капитан «Сибири» Сергей Широков. Казанцы начали первый период с двух быстрых шайб: дублем отметился форвард Александр Барабанов. Следом «Сибирь» забросила четыре шайбы с разницей в 5 минут и 16 секунд. Сначала голами отметились Бутузов, Белоусов и Пьянов, после чего «Ак Барс» заменил вратаря: вместо Тимура Билялова на лёд вышел Амир Мифтахов. Но ему не удалось продержаться «сухим» даже 3 минуты: Яковлев доработал на пятаке, организовал гол в раздевалку — и соперники ушли на перерыв при преимуществе 4:2 в пользу «Сибири». В третьем периоде забил Мартынов. Ещё одну шайбу забросил в пустые ворота Коротков. 9 октября «Сибирь» провела матч с «Ладой» в Тольятти. «Сибирь» трижды вела в счёте, «Лада» трижды отыгрывалась и победила в овертайме. Голы забили Кара, Бутузов, Широков. В состав вернулся травмированный на предсезонке Овчинников. 11 октября победу «Сибири» в выездном матче над «Нефтехимиком» принёс гол Широкова на последней минуте третьего периода, также в составе команды отличился Карпов. 19 октября на домашнем льду «Сибирь» проиграла «Северстали» со счётом 2:4, в составе хозяев голы забили Кара и Мёрфи. 21 октября Новосибирск принимал на льду лидера Востока «Трактор». Хет-трик оформил Тейлор Бек, ещё один гол на счету Пьянова. В составе гостей дубль оформил Стивен Кэмпфер, также отличились Сергей Телегин, Владимир Жарков и Владимир Ткачёв. Гости вели со счётом 5:2, однако, в концовке новосибирцы сумели забить дважды и были близки к тому, чтобы перевести встречу в овертайм. В итоге, «Трактор» выиграл со счётом 5:4. 23 октября «Сибирь» потерпела третье поражение подряд в домашней серии, на этот раз от астанинского «Барыса». Встреча в Новосибирске завершилась со счётом 3:1. В составе победителей отличились Адиль Бекетаев, Антон Бурдасов и Иван Николишин. У хозяев отличился Максим Карпов. 26 октября «Сибирь» и «Спартак» совершили обмен, в результате которого в «Сибирь» перешёл защитник Роман Рукавишников, а Ефремов отправился в «Спартак». 30 октября «Сибирь» потерпела пятое поражение подряд, всухую проиграв выездной матч «Трактору» со счётом 5:0.
5 ноября «Сибирь» потерпела очередное поражение, проиграв по буллитам «Салавату Юлаеву», матч закончился со счётом 3:2, дубль оформил Фёдор Гордеев. 9 ноября матч с «Металлургом» в Новосибирске завершился со счётом 4:1 в пользу гостей. В составе «Магнитки» шайбы забросили Данил Башкиров, Скотт Уилсон, Люк Джонсон и Денис Зернов, поразивший пустые ворота. У хозяев отличился Илья Морозов. 13 ноября петербургский СКА обыграл «Сибирь» (1:0 Б). В основное время матча и овертайме команды не сумели поразить ворота друг друга. Голкипер «Сибири» Денис Костин отразил 38 бросков. В серии буллитов сильнее оказались игроки СКА. 15 ноября «Сибирь» в домашнем матче уступила московскому «Динамо» со счётом 1:2, гол забил защитник Морозов. 19 ноября клуб объявил о подписании контракта до конца сезона с нападающим Антоном Берлёвым. 22 ноября «Сибирь» на выезде одержала волевую победу над «Сочи», по дублю оформили Владимир Бутузов и Энди Андреофф. 24 ноября на выезде «Сибирь» проиграла «Металлургу», единственную шайбу забросил Яковлев. В составе «Магнитки» отличились Данила Юров, Даниил Вовченко и Денис Зернов. 26 ноября клуб объявил, что Владислав Занковец покидает пост тренера по физической подготовке, его место займёт 44-летний Алексей Войтюк. Также 26 ноября «Сибирь» и «Амур» совершили обмен, в результате которого в «Сибирь» перешёл вратарь Дмитрий Лозебников, а в «Амур» отправился нападающий Сергей Дубакин. 27 ноября «Сибирь» обыграла на домашнем льду астанинский «Барыс» со счётом 2:0. Голы забросили Ахияров и Бутузов.
2 декабря «Сибирь» на домашней арене проиграла минскому «Динамо» со счётом 4:5, шайбы забили Белоусов, Мёрфи, дублем отличился Андреофф. Во втором периоде на замену вышел Красоткин, не появлявшийся на льду с 30 октября. В этот же день было объявлено об обмене Шашкова в «Автомобилист», взамен «Сибирь» получила денежную компенсацию. 6 декабря «Салават Юлаев» переиграл «Сибирь» со счётом 3:1, единственную шайбу «Сибири» забил Бутузов. 8 декабря «Сибирь» обыграла китайский «Куньлунь» в гостевом матче. Встреча в Балашихе завершилась со счётом 7:5. В составе победителей дубль оформил Павел Гоголев, по одной шайбе забросили Артём Жуков, Сергей Широков, Владислав Кара, Энди Андреофф и Тревор Мёрфи. 17 декабря «Сибирь» и «Сочи» совершили обмен, в результате которого в «Сибирь» перешёл нападающий Кирилл Рассказов. 17 декабря «Сибирь» принимала «Авангард». Трудовую победу в матче со счётом 3:5 одержали гости, забросив решающую шайбу в самой концовке третьего периода. 20 декабря клуб объявил о расторжении контракта с Дмитрием Овчинниковым. 21 декабря «Сибирь» встречалась дома с хабаровским «Амуром» и крупно проиграла гостям со счётом 1:5. 21 декабря клубы «Сибирь» и «Автомобилист» совершили обмен, в результате которого в «Сибирь» перешёл 30-летний канадско-российский нападающий Брендан Лайпсик, «Автомобилист» получил права на финского форварда Янне Куокканена, также новосибирский клуб получил денежную компенсацию. 23 декабря «Сибирь» одержала волевую победу над «Адмиралом» со счётом 4:2, шайбы забросили Владислав Кара, Энди Эндрофф, Тревор Мёрфи и Тэйлор Бек. В составе гостей отличились Даниил Гутик и Егор Петухов. 26 декабря «Сибирь» в гостях переиграла «Барыс» со счётом 2:0. Первый гол за шесть минут до конца основного времени забил Широков. Спустя ещё две минуты Рассказов установил окончательный результат. Костин отразил 29 бросков и записал в свой актив четвёртый «сухарь» в сезоне. 28 декабря «Сибирь» выиграла третий матч подряд, одержав победу над «Адмиралом» в гостях со счётом 0:1. Единственную шайбу в матче забросил Максим Карпов. 30 декабря хабаровский «Амур» на своём льду упустил победу над «Сибирью» со счётом 3:4, дважды ведя в счёте по ходу матча. «Сибирь» выиграла четвёртый матч подряд и с 37 очками вернулась 8‑е место в Восточной конференции.
4 января 2025 года «Сибирь» открыла год на позитивной ноте, одержав пятую победу подряд, уверенно обыграв в гостях «Салават Юлаев» со счётом 1:4. Дублем отметился Широков. Ещё по шайбе забросили Бек и Бутузов. Лайпсик дебютировал матче и заработал первое очко за голевую передачу. У хозяев единственный гол на счету Евгения Сорокина. 6 января «Сибирь» в свою очередь, не смогла продлить пятиматчевую победную серию, проиграв «Нефтехимику» со счётом 2:1. Единственный гол сибиряков на счету Кирилла Рассказова. 8 января «Сибирь» всухую проиграла нижегородскому «Торпедо», победный гол забил Атанасов, голом в пустые ворота отметился Кирилл Воронин. 10 января «Сибирь» потерпела третье поражение кряду, уступив в овертайме минскому «Динамо» со счётом 3:2ОТ. Новосибирцы дважды по ходу встречи вели в счёте, однако хозяевам оба раза удавалось отыгрываться. Голами отметились Мёрфи и Лайпсик. 13 января «Сибирь» прервала серию поражений, победив «Нефтехимик» в овертайме. Встреча на льду арены в Новосибирске завершилась со счётом 2:1ОТ. Голами отметились Бутузов и Мёрфи. 15 января в Новосибирске «Сибирь» принимала «Трактор». Основное время матча, как и овертайм, завершилось вничью, а в серии бросков победу праздновали гости со счётом 3:4Б. 17 января «Локомотив» также одолел «Сибирь» в серии бросков. Встреча закончилась со счётом 2:3Б. 19 января ЦСКА отыгрался у «Сибири» с 0:2 и победил в серии бросков со счётом 3:4Б, для «Сибири» это стало третьим поражением подряд. Дублем отметился Лайпсик. 22 января челябинский «Трактор» проиграл «Сибири» впервые за 11 матчей КХЛ, игра закончилась со счётом 4:3 в основное время. По шайбе забросили Андреофф, Широков, Бутузов и Бек (в пустые ворота). Бек поучаствовал во всех голах «Сибири» — он набрал 4 (1+3) очка. 24 января «Сибирь» всухую обыграла «Ак Барс» на выезде, единственный гол забил Бек. «Сибирь» не проигрывала в Казани с 30 октября 2020 года. 26 январе в Астане «Сибирь» проиграла «Барысу» со счётом 3:4ОТ. У «Барыса» хет‑трик оформил Никита Сетдиков, также отличился Виктор Антипин. В составе «Сибири» голами отметились Владимир Бутузов, Павел Гоголев и Егор Аланов.
2 февраля «Сибирь» в овертайме обыграла «Адмирал». Встреча завершилась со счётом 3:4ОТ. В составе победителей дубль оформил Яковлев. Также забросили Рукавишников и Андреофф. 4 февраля «Сибирь» одержала победу над «Амуром» со счётом 5:1. В составе гостей голами отметились Кара, Бек, Рассказов, Лайпсик и Коротков. У «Амура» отличился Девин Броссо. 11 февраля «Сибирь» на своём льду переиграла тольяттинскую «Ладу» со счётом 4:1. Авторами шайб стали Рассказов, Андреофф, Бек и Широков. Для «Сибири» победа стала третьей подряд и пятой в шести последних встречах, команда идёт на 7‑м месте в Восточной конференции. 13 февраля «Лада» повторно проиграла «Сибири» с тем же счётом. На этот раз дублем отличился Мёрфи, также забили Карпов и Белоусов. 15 февраля «Металлург» прервал победную серию «Сибири», обыграв сибиряков со счётом 5:2. Голы забили Лайпсик и Андреофф. 17 февраля «Автомобилист» в гостях всухую обыграл «Сибирь» со счётом 5:0, авторами шайб стали Кизимов, Трямкин, Мэйсек и воспитанник «Сибири» Шаров, оформивший дубль. 20 февраля «Спартак» обыграл «Сибирь» со счётом 6:2. У «Сибири» отличились Валентин Пьянов и Тэйлор Бек. 22 февраля «Локомотив» в овертайме обыграл «Сибирь». В основное время на гол Энди Андреоффа хозяева ответили шайбой Байрона Фрэза. Победу «Локомотиву» в овертайме принёс точный бросок Егора Сурина. 24 февраля дубли Шестакова и Родуолда помогли «Адмиралу» обыграть «Сибирь» со счётом 5:2. У «Сибири» отличились Тревор Мёрфи и Павел Гоголев. Это стало пятым поражением подряд для «Сибири». 28 февраля «Сибирь» обыграла «Витязь» со счётом 4:3Б и прервала серию поражений. Голами отличились Белоусов и Мартынов, оформивший дубль и достигший отметки в 50 шайб в КХЛ. На буллитах точным бросками отличились Широков и дважды Бек. 2 марта «Сибирь» проиграла «Ак Барсу». Встреча в Новосибирске завершилась со счётом 6:3 в пользу гостей. В составе казанцев хет‑триком отметился Галимов, по шайбе забросили Коршков, О’Делл и Барабанов. У «Сибири» дубль оформил Андреофф, также гол на счету Бутузова. 6 марта «Барыс» обыграл «Сибирь» в Астане со счётом 4:1. В составе «Барыса» дубль оформил Никита Сетдиков, также шайбы забросили Асетов и Логвин. У «Сибири» отличился Белоусов. 8 марта «Сибирь» потерпела третье поражение подряд, проиграв в Тольятти «Ладе» со счётом 1:0ОТ. В дополнительной пятиминутке Максим Березин принёс «Ладе» победу. 10 марта «Сибирь» уступила «Витязю» и потерпела четвёртое поражение подряд. За хозяев голы забили Дин Стюарт и Матвей Заседа (дубль). Автором единственной заброшенной шайбы гостей стал Энди Андреофф. 13 марта «Сибирь» прервала четырёхматчевую серию поражений победив «Амур» со счётом 4:1. Голы забросили Коротков, Андреофф, Широков и Бек. 15 марта «Сибирь» в домашнем матче одержала победу над «Торпедо» со счётом 3:2. В составе «Сибири» шайбы забросили Сушко, Коротков и Широков, который также записал в актив результативную передачу. 17 марта на домашнем льду «Сибирь» обыграла «Барыс» со счётом 3:2. Голы забили Андреофф, Гоголев, Коротков. Новосибирцы продлили победную серию до 3 матчей, набрали 68 очков и поднялись на 7-е место в Восточной конференции, гарантировав себе участие в плей-офф Кубка Гагарина 2025. 20 марта Сибирь уступила «Салавату Юлаеву» и прервала трёхматчевую победную серию. Единственную шайбу сибиряков забил Ахияров. 22 марта «Сибирь» уступила в овертайме «Ак Барсу» в последнем матче регулярного сезона со счётом 3:2ОТ. Голы забили Кара и Широков.
27 марта в первом матче серии первого раунда плей‑офф «Салават Юлаев» разгромил «Сибирь» со счётом 7:0. 29 марта «Салават Юлаев» забил восемь шайб «Сибири» и увеличил отрыв в серии. Сибиряки повели в две шайбы, на что хозяева ответили сразу восемью голами и уверенно победили со счётом 8:2. В Новосибирск противостояние переезжает при счёте 2-0 в пользу уфимцев. 31 марта на домашней арене «Сибирь» обыграла «Салават Юлаев» со счётом 2:0 и сократила отставание в серии плей‑офф. Голы забросили Яковлев и Пьянов. 2 апреля «Сибирь» второй раз на своей арене обыграла «Салават Юлаев» и сравняла счёт в серии. Встреча в Новосибирске завершилась со счётом 2:1. В составе «Сибири» шайбы забросили Гоголев и Бек. У уфимцев отличился Хмелевский. 4 апреля «Салават Юлаев» обыграл новосибирскую «Сибирь» в пятом матче со счётом 5:2 и повёл в серии. В составе уфимцев хет‑трик оформил Ремпал, по шайбе забросили Ян и Ливо. У «Сибири» отличились Андреофф и Бек. 6 апреля «Сибирь» обыграла «Салават Юлаев» и перевела серию в седьмой матч. Встреча в Новосибирске закончилась со счётом 5:2. Дублем отметился 21-летний Иван Климович, который впервые в карьере забил в плей-офф КХЛ. Также голы забили Мёрфи, Пьянов и Андреофф. У уфимцев забили Хохряков и Ремпал. 8 апреля «Салават Юлаев» обыграл «Сибирь» в седьмом матче серии и вышел в 1/4 финала Кубка Гагарина. Встреча в Уфе завершилась со счётом 2:1. В составе победителей шайбы забросили Ян и Уилсон. У гостей отличился Бек.
11 апреля клуб сообщил о досрочном расторжении контракта с Антоном Берлёвым. 20 апреля клуб сообщил о продлении контракта с Сергеем Широковым на год. 23 апреля клуб сообщил о продлении контракта с Владимиром Бутузовым на два года. 30 апреля клуб сообщил о продлении контракта с Рассказовым на один сезон. 13 мая клуб подписал новый контракт с Яковлевым сроком на два сезона. 15 мая клуб сообщил о продлении на год контракта с Владиславом Кара. 16 мая клуб сообщил о продлении контракта с Жуковым. 19 мая — о продлении контракта Гоголева. 23 мая — о продлении контракта Ахиярова. 25 мая — о продлении контракта Аланова. 31 мая — о продлении контракта Лозебникова. Также «Сибирь» объявила о завершении контрактов с Беком, Белоусовым, Коротковым, Костиным, Лайпсиком, Мартыновым и Сушко. Также клуб покинул тренер по защитникам Андрей Сапожников. 2 июня клуб сообщил о подписании двухлетнего контракта с нападающим Никитой Сошниковым. 3 июня клуб объявил о подписании контрактов с Чуркиным Андреем и Романом Калиниченко. 5 июня был подписан контракт с Оскаром Булавчуком. 6 июня клуб объявил о подписании двухлетнего контракта с обладателем Кубка Гагарина Владимиром Ткачёвым. 9 июня клуб объявил о подписании однолетнего контракта с американским защитником Дэвидом Фаррансом. 11 июля клуб объявил о подписании двухлетнего контракта с Архипом Неколенко. 23 июня «Сибирь» объявила об уходе форварда Энди Андреоффа. 24 июня клуб объявил о подписании двухлетнего контракта с канадским нападающим Скоттом Уилсоном. 2 июля клуб объявил, что расстаётся с голкипером Владимиром Табатчиковым. Также клуб объявил, что Иван Климович, Владимир Михалёв и Егор Климович приняли квалификационные предложения и продлили контракты. 8 июля «Сибирь» объявила о переходе Тревора Мёрфи в СКА. 17 июля клуб объявил о подписании однолетнего контракта с канадским голкипером Луи Домингом. 18 июля клуб объявил о подписании однолетнего контракта с американским защитником Чейзом Приски. 28 июля клуб объявил о расторжении контракта с Карповым. 31 июля клуб сообщил о расторжении контракта с Ильёй Морозовым.

## Маскот

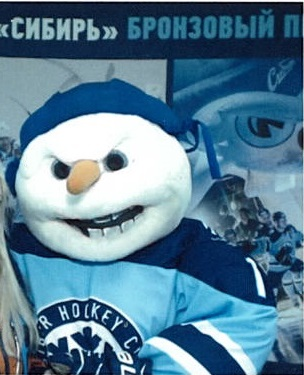
Злобный снеговик

В 2011 году талисманами команды были два белых медведя — маленький Умка и большой Тарас. С 2014 г. талисманом команды стал Злобный снеговик, официальным днём которого является 18 января (Международный день снеговика). Роль маскота на матчах выполняют Олег Иванов и Дмитрий Меренков.

## Статистика выступлений

### Результаты выступления в КХЛ
И — количество проведённых игр, В — выигрыши в основное время, ВО — выигрыши в овертайме, ВБ — выигрыши в послематчевых буллитах, ПО — проигрыши в овертайме, ПБ — проигрыши в послематчевых буллитах, П — проигрыши в основное время, О — количество набранных очков, Ш — соотношение забитых и пропущенных голов, РС — место по результатам регулярного сезона. С сезона 2018/19 за победу стали начислять не 3 очка, как ранее, а 2. Поэтому итоговая сумма очков приведена из расчёта 2 очка за любую победу и по одному очку за поражение в овертайме и по буллитам
| Сезон   | И    | В   | ВО | ВБ | ПБ | ПО | П   | О    | Ш         | РС | Результаты серий с соперниками в плей-офф        | Результат в плей-офф                             |
| ------- | ---- | --- | -- | -- | -- | -- | --- | ---- | --------- | -- | ------------------------------------------------ | ------------------------------------------------ |
| 2008/09 | 56   | 15  | 1  | 5  | 2  | 5  | 28  | 64   | 146-172   | 19 | В плей-офф не играли                             | В плей-офф не играли                             |
| 2009/10 | 56   | 15  | 2  | 5  | 3  | 1  | 30  | 63   | 147-190   | 20 | В плей-офф не играли                             | В плей-офф не играли                             |
| 2010/11 | 54   | 22  | 2  | 4  | 1  | 4  | 21  | 83   | 133-131   | 11 | 0-4 Салават Юлаев                                | Проиграли в 1/8 финала                           |
| 2011/12 | 54   | 12  | 2  | 4  | 7  | 2  | 27  | 57   | 132-154   | 20 | В плей-офф не играли                             | В плей-офф не играли                             |
| 2012/13 | 52   | 21  | 1  | 6  | 4  | 3  | 17  | 84   | 124-119   | 12 | 3-4 Авангард                                     | Проиграли в 1/8 финала                           |
| 2013/14 | 54   | 22  | 2  | 5  | 6  | 1  | 18  | 87   | 125-117   | 13 | 4-2 Ак Барс, 0-4 Металлург Мг                    | Проиграли в 1/4 финала                           |
| 2014/15 | 60   | 34  | 2  | 1  | 1  | 2  | 20  | 111  | 176-125   | 7  | 4-2 Трактор, 4-1 Металлург Мг, 1-4 Ак Барс       | Проиграли в 1/2 финала                           |
| 2015/16 | 60   | 24  | 4  | 8  | 6  | 3  | 15  | 105  | 155-133   | 7  | 4-1 Адмирал, 1-4 Металлург Мг                    | Проиграли в 1/4 финала                           |
| 2016/17 | 60   | 20  | 2  | 6  | 2  | 5  | 25  | 83   | 133-138   | 19 | В плей-офф не играли                             | В плей-офф не играли                             |
| 2017/18 | 56   | 23  | 4  | 4  | 1  | 1  | 23  | 87   | 136-135   | 14 | В плей-офф не играли                             | В плей-офф не играли                             |
| 2018/19 | 62   | 19  | 2  | 3  | 1  | 5  | 32  | 54   | 148-192   | 18 | В плей-офф не играли                             | В плей-офф не играли                             |
| 2019/20 | 62   | 27  | 3  | 4  | 4  | 2  | 22  | 74   | 139-143   | 10 | 4-1 Автомобилист                                 | Плей-офф прекращён                               |
| 2020/21 | 60   | 20  | 5  | 2  | 3  | 1  | 29  | 58   | 146-155   | 18 | В плей-офф не играли                             | В плей-офф не играли                             |
| 2021/22 | 50   | 18  | 4  | 4  | 2  | 3  | 19  | 57   | 109-108   | 14 | 1-4 Салават Юлаев                                | Проиграли в 1/8 финала                           |
| 2022/23 | 68   | 21  | 8  | 9  | 3  | 4  | 23  | 83   | 172-161   | 11 | 1-4 Авангард                                     | Проиграли в 1/8 финала                           |
| 2023/24 | 68   | 20  | 3  | 5  | 3  | 8  | 29  | 67   | 148-180   | 18 | В плей-офф не играли                             | В плей-офф не играли                             |
| 2024/25 | 68   | 26  | 2  | 1  | 5  | 6  | 28  | 69   | 182-197   | 15 | 3-4 Салават Юлаев                                | Проиграли в 1/8 финала                           |
| Всего   | 1000 | 359 | 49 | 76 | 54 | 56 | 406 | 1286 | 2451-2550 | —  | В плей-офф участвовали 9 раз. Общий счёт: 30-39. | В плей-офф участвовали 9 раз. Общий счёт: 30-39. |

## Достижения

### Первенство СССР / России
- Победитель (7) — 1964/1965, 1974/1975, 1981/1982, 1982/1983, 1987/1988, 2000/2001, 2001/2002
- Серебряный призёр (5) — 1971/1972, 1976/1977, 1988/1989, 1992/1993, 1999/2000
- Бронзовый призёр (7) — 1972/1973, 1973/1974, 1977/1978, 1978/1979, 1989/1990, 1990/1991, 1998/1999

### Чемпионат СССР / России
- Девятое место в чемпионате СССР по хоккею с шайбой в сезонах 1969/1970, 1970/1971 (наивысшее достижение в чемпионате СССР)
- Пятое место в регулярном чемпионате России среди команд суперлиги в сезоне 2006/2007, и шестое место по итогам плей-офф в том же сезоне

### Чемпионат РСФСР
- Чемпион (2) — 1949, 1953
- Бронзовый призёр — 1951

### Кубок РСФСР
- Обладатель — 1953

### Континентальная хоккейная лига
- Бронзовый призёр — 2014/15

### Межсезонные
- Первое место на турнире памяти А. И. Белосохова (3) — 2000, 2001, 2007
- Первое место на турнире памяти В. Блинова — 2009
- Победитель предсезонного турнира в Финляндии на приз газеты Etelä-Saimaa[фин.] — 2012
- Победитель предсезонного турнира «Каменный цветок» — 2013
- Победитель предсезонного турнира Мемориал И. Х. Ромазана (2) — 2020, 2021

## Принципиальные соперники

### «Авангард» (Омск)
Омский «Авангард» является одним из самых принципиальных соперников для «Сибири». Противостояние команд в прессе чаще всего называют «Сибирским дерби».
Хотя, из-за споров между городами за неофициальное звание «Столицы Сибири» и кардинально разного финансового состояния клубов, отношения между болельщиками были не очень тёплыми, но особый градус накала противостояние преобрело перед началом сезона 2007-2008. 21 августа 2007 года в Новосибирске в конце финального матча Мемориала Александра Белосохова между «Авангардом» и «Сибирью» разразился скандал. За 16 секунд до конца встречи, при счёте 4:2 в пользу хозяев турнира, главный тренер омичей Валерий Белоусов, недовольный судейством по ходу матча, увёл команду со льда и встреча осталась незаконченной. Но на этом конфликт не был исчерпан. «Сибирь» не приняла участие в Мемориале Виктора Блинова, в котором до этого участвовала 5 лет подряд. По заявлению омской стороны конфликта, руководство «Сибири» самостоятельно отказалось от участия в турнире, хотя другая сторона утверждала, что «Сибирь» была исключена из состава участников турнира руководством «Авангарда». Болельщиками «Сибири» этот инцидент был воспринят очень негативно. Следующий раз «Авангард» сыграл в Новосибирске 14 сентября 2007 года. Новосибирские болельщики встретили команду соперника свистом и весь матч перекрикивались с болельщиками «Авангарда» в гостевом секторе, который охраняло подразделение ОМОНа, оскорбительными, а порой и вовсе нецензурными, кричалками.
Со временем острота в отношениях между болельщиками снизилась, но инциденты всё равно случаются. Так, например, в феврале 2013 года в первом раунда плей-офф КХЛ в честь «Сибирского дерби» болельщики Авангарда скинули с Ленинградского моста в Омске стиральную машину марки «Сибирь». А в начале сезона 2014—2015 после домашнего матча с омичами руководство «Сибири» жаловалось на омских болельщиков в КХЛ за расклеенные по городу листовки с оскорблениями новосибирского клуба.

### «Металлург» (Новокузнецк)
Противостояние «Сибири» с новокузнецким «Металлургом» в прессе так же называют «Сибирским дерби», но столь сильно зашкаливающих эмоций в отношениях клубов нет. Встречам между этими командами присваивается статус дерби исключительно по территориальному принципу, но при этом отношения между болельщиками и командами одни из самых дружественных в лиге. Такое взаимопонимание связывают с одинаково небольшими финансовыми возможностями «Сибири» и «Металлурга», а также долгим периодом одинаково невысоких турнирных достижений. После исключения новокузнецкого клуба из КХЛ матчи проводятся очень редко.

## Домашняя арена

### КСК «Сибирь»

#### История

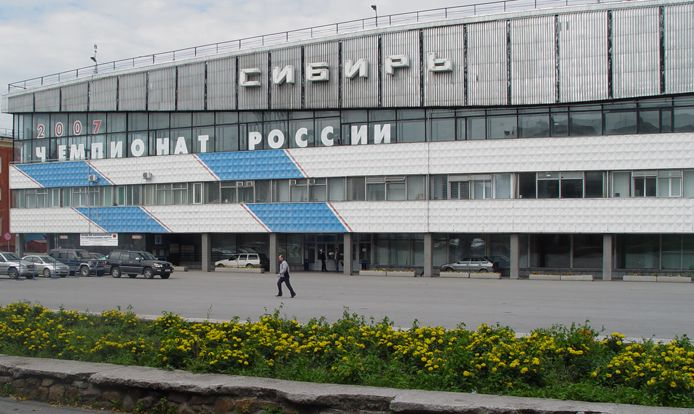
ЛДС «Сибирь» в 2007 году

Первый официальный матч на ЛДС «Сибирь» прошёл 4 сентября 1964 года между молодёжной командой «Сибирь» и сборной города. На тот момент стадион представлял собой открытый каток с искусственным ледовым покрытием. Установленное холодильное оборудование такого же класса в СССР использовалось только в Дворце спорта «Лужники» в Москве и на тот момент считалось самым мощным в мире. Небольших трибун, вмещавших 5000 человек, часто не хватало для всех желающих и болельщики забирались на соседние со стадионом сосны. В сезоне 1972-1973 была начата реконструкция открытого стадиона в закрытый. Здание по проекту Б. А. Захарова и Э. И. Цицлиной строилось вокруг ледовой площадки, на которой продолжали проводить спортивные мероприятия. Сначала были возведены перекрытия, затем стены и перестроены трибуны уже внутри здания. 1 октября 1977 года состоялось открытие отреставрированного ЛДС «Сибирь». Проектная вместимость составила 8300 человек, большая была только у Дворца спорта «Лужники».
В сезоне 2001—2002 ХК «Сибирь» удалось выйти в высший дивизион Чемпионата России и в межсезонье была проведена масштабная реконструкция стадиона. Были заменены бетонное основание, холодильное оборудование, хоккейная коробка и освещение, отремонтированы все внутренние помещения и крыша стадиона. Вместимость стадиона снизилась до
7384. Сметная стоимость реконструкции стадиона составила 50 млн рублей.
После создания КХЛ в 2008 году, многие команды, базировавшиеся в старых советских ледовых дворцах, постепенно обзавелись новыми современными вместительными площадками. ЛДС «Сибирь» же остаётся одним из самых старых дворцов в лиге. В силу своего возраста стадион не может полностью удовлетворить потребности клуба и болельщиков.

#### Общие сведения
ЛДС «Сибирь» находится по адресу Новосибирск, Улица Богдана Хмельницкого, дом 23. Помимо спортивных матчей на стадионе проводятся концерты и культурные мероприятия. Стадион «Сибирь» является крупнейшей концертной площадкой города. Вместимость составляет 7420 мест, но, при использовании льда в качестве танцпола, вместимость существенно увеличивается за счёт стоячих мест .Так, например, 3 июня 2016 года концерт группы «Ленинград», проходивший на ЛДС «Сибирь», посетило не менее 10 000 человек.
В ЛДС «Сибирь» базируются команды «Сибирь», «Сибирские снайперы» и ДЮСШ «Сибирь». Так же лёд ЛДС сдаётся в аренду для занятий школ фигурного катания. В здании расположены гостиница для спортсменов, тренажёрный зал и административные помещения. На третьем этаже оборудована легкоатлетическая беговая дорожка. В соседних с дворцом зданиях расположены спортивный зал, бассейн и крытый тренировочный каток, открытый 23 ноября 2015 года.

### Строительство новой арены
О необходимости строительства новой арены начали высказываться в 2008 году. Так 5 марта 2008 года Илья Авербух в интервью «Комсомольской правде» заявлял, что ЛДС «Сибирь» морально устарел и городу необходим новый вместительный дворец спорта. В августе того же года АО «Сибирский Антрацит», входящий в число учредителей ХК «Сибирь», выступил с просьбой о выделении земельного участка под новый ледовый дворец вместимостью 10−12 тысяч мест. Предположительная стоимость подготовки и реализации проекта тогда оценивалась в 100 млн евро. Но строительство не входило в первоочередные планы городских властей. В 2011 году губернатор Новосибирской области Василий Юрченко признавал, что ЛДС «Сибирь» технически и морально устарел, но отвечает техническому регламенту КХЛ, хотя у инспекции лиги неоднократно возникали нарекания к состоянию некоторых помещений стадиона. Предположительной датой начала строительства нового стадиона он называл 2013 год.
Весной 2013 году было принято окончательное решение о строительстве нового стадиона. Предполагалось, что арена, вмещающая 12 000 зрителей, должна была быть построена к началу Плей-офф КХЛ 2016. Для строительства рассматривались площадки закрытого в 2011 году аэропорта Новосибирск-Северный, район Ключ-Камышенского плато и пойма на левом берегу реки Обь, рядом с Новосибирским метромостом и Горским жилмассивом. 19 ноября 2013 года на заседании совета по градостроительной политике Новосибирской области норвежской компанией Space Group губернатору была представлена концепция новой многофункциональной арены. Проект выглядел как две суповые тарелки, поставленные друг на друга и должен был иметь вместимость 20 000 мест, а самой удачной площадкой для строительства авторами проекта был названа пойма на левом берегу реки Обь. Именно это место было выбрано норвежцами не случайно. Идея построить на этом месте большой спортивный комплекс появилась ещё в 1959 году. Грандиозный проект, получивший в прессе название «Сибирские Лужники», должен был занять территорию 220 га. В 1970-е годы был разработан проект и начато строительство, но в 1976 году стройку остановили и бросили без должной консервации. Так же рамках этого проекта было запланировано и начато строительство станции метро «Спортивная». Строительство так же не было закончено, но вся инфраструктура Новосибирского метрополитена рассчитана на возможное возобновление строительства станции и её ввод в эксплуатацию.
С 2015 года количество желающих посетить домашние матчи команды стало регулярно превышать вместимость старого ледового дворца. В сезоне 2015/2016 ХК «Сибирь» стал единственным клубом, собравшим аншлаги на все матчи сезона. Не редко возле касс очереди начинают выстраиваться задолго до начала продажи билетов, а электронные билеты раскупаются за рекордно короткие сроки вне зависимости от кассовости соперника. Сам же ЛДС «Сибирь» лига признаёт не отвечающим требованиям и призывает к решению вопроса новой арены. Строительство могло начаться уже в 2015 году, но в областном бюджете денег на такой масштабный проект нет и идёт поиск инвесторов.
Существенный сдвиг в вопросе строительства арены наметился после визита в Новосибирск 23 ноября 2015 года главы Международной федерации хоккея на льду Рене Фазеля и президента КХЛ Дмитрия Чернышенко. На встрече с губернатором Новосибирской области Владимиром Городецким они обсудили перспективы строительства стадиона и возможность Новосибирска принять Молодёжный чемпионат мира 2022 года. В январе 2016 года Фазель говорил, что МЧМ-2022 точно должен пройти в России и называл Новосибирск главным претендентом. Но ФХР, из-за отсутствия современной арены, колебалась между Новосибирском и Санкт-Петербургом. К апрелю 2016 года претендентом от России остался только Новосибирск, но на место проведения чемпионата стала претендовать и Швеция. 22 апреля 2016 года в Казани проходил заседание совета по спорту при президенте России, посвящённое хоккею, на котором поднимался вопрос строительства новой арены и проведения МЧМ-2022. Оба предложения были поддержаны Владимиром Путиным и вошли в список поручений по итогам заседания. Однако в ФХР было решено отказаться от борьбы за проведение чемпионата 2022 года и подать заявку на проведение чемпионата 2023 года, так как выяснилось, что в 2022 году исполняется 100 лет Федерации хоккея Швеции.
В декабре 2015 года было принято решение отказаться от дорогостоящего норвежского проекта на 20 000 мест и разработать более бюджетный вариант на 12 000 мест, а 26 мая 2016 года состоялась презентация площадки под будущий стадион. Было принято решение о размещении стадиона в районе микрорайона Горский, в пойме реки Обь. Так же в этом месте должен разместиться федеральный хоккейный центр и должна быть достроена станция метро «Спортивная».
13 января 2017 года мэр Новосибирска Анатолий Локоть сообщил о запланированном подписании меморандума о строительстве арены на 14 500 зрителей.
В сентябре 2019 года началось строительство новой ледовой арены на 10 600 зрителей. Официальное открытие «Сибирь-Арены» состоялось 13 августа 2023 года. На открытии выступали белорусская певица Жанет, DJ Smash, а также состоялся выставочный матч между молодёжными сборными России и Белоруссии. Первый матч регулярного чемпионата КХЛ на новой арене состоялся 7 сентября 2023 года, «Сибирь» одержала победу над «Барысом» по буллитам со счётом 1:0.

## Информация о клубе
| Должность                       | Имя              |
| ------------------------------- | ---------------- |
| Главный тренер                  | Вадим Епанчинцев |
| Ассистент гл. тренера           | Ярослав Люзенков |
| Ассистент гл. тренера           | Альберт Лещёв    |
| Тренер вратарей                 | Егор Подомацкий  |
| Видеотренер                     | Игнат Савенок    |
| Видеотренер                     | Никита Капкайкин |
| Тренер по физической подготовке | Алексей Войтюк   |

| Должность                                          | Имя                  |
| -------------------------------------------------- | -------------------- |
| Технический администратор                          | Харитон Власов       |
| Технический администратор                          | Аркадий Багаев       |
| Начальник команды                                  | Роман Хапко          |
| Главный врач                                       | Сергей Шигаев        |
| Врач                                               | Денис Егоров         |
| Главный массажист                                  | Иван Петрищев        |
| Массажист                                          | Ярослав Фадеев       |
| Массажист                                          | Зафар Нозимов        |
| Массажист                                          | Михаил Кручинин      |
| Тренер по функциональной и кондиционной подготовке | Ираклий Наскидашвили |
| Видеооператор                                      | Лев Капкайкин        |
| Администратор                                      | Евгений Сухов        |

| Должность                           | Имя              |
| ----------------------------------- | ---------------- |
| Председатель попечительского совета | Андрей Травников |
| Генеральный директор                | Лев Крутохвостов |
| Исполнительный директор             | Андрей Глазков   |
| Спортивный директор                 | Виктор Меркулов  |
| Руководитель селекционной службы    | Юрий Буцаев      |
| Финансовый директор                 | Людмила Салахова |
| Начальник службы безопасности       | Дмитрий Минеев   |

## Аффилированные клубы

### Фарм-клуб
- «Динамо-Алтай» (Барнаул) — фарм-клуб Сибири с сезона 2025/26.

### Молодёжная команда
- Хоккейный клуб «Сибирские Снайперы» — молодёжная команда по хоккею с шайбой из города Новосибирска. Выступает в Чемпионате Молодёжной хоккейной лиги.

## Текущий состав
| №          | Игрок               | Гражданство               | Хват    | Дата рождения             | Место рождения  | Воспитанник                                     | Рост    | Вес     | Контракт до |
| Вратари    | Вратари             | Вратари                   | Вратари | Вратари                   | Вратари         | Вратари                                         | Вратари | Вратари | Вратари     |
| ---------- | ------------------- | ------------------------- | ------- | ------------------------- | --------------- | ----------------------------------------------- | ------- | ------- | ----------- |
| 1          | Дмитрий Лозебников  | Россия                    | Левый   | 15 января 1998 (27 лет)   | Тюмень          | Газовик (Тюмень)                                | 189 см  | 103 кг  | 31.05.2026  |
| 30         | Семён Кокаулин      | Россия                    | Левый   | 12 октября 2004 (20 лет)  | Кемерово        | Сибирь (Новосибирская область)                  | 181 см  | 178 кг  | 31.05.2026  |
| 33         | Антон Красоткин     | Россия                    | Левый   | 20 мая 1997 (28 лет)      | Ярославль       | Локомотив (Ярославль)                           | 182 см  | 81 кг   | 31.05.2026  |
| 70         | Луи Доминг          | Канада                    | Правый  | 6 марта 1992 (33 года)    | Мон-Сент-Илер   | AHM Richelieu (Mont-Saint-Hilaire, QC)          | 191 см  | 95 кг   | 31.05.2026  |
| Защитники  |                     |                           |         |                           |                 |                                                 |         |         |             |
| 4          | Дэвид Фарранс       | Соединённые Штаты Америки | Левый   | 23 июня 1999 (26 лет)     | Виктор          | Victor Blue Devils (Victor, NY)                 | 183 см  | 86 кг   | 31.05.2026  |
| 13         | Ярослав Беляков     | Россия                    | Левый   | 5 августа 2006 (19 лет)   | Краснообск      | Сибирь (Новосибирская область)                  | 183 см  | 75 кг   | 31.05.2026  |
| 21         | Егор Аланов         | Россия                    | Левый   | 16 декабря 2000 (24 года) | Ротенбург       | Сибирь (Новосибирская область)                  | 183 см  | 84 кг   | 31.05.2027  |
| 22         | Чейз Приски         | Соединённые Штаты Америки | Правый  | 19 марта 1996 (29 лет)    | Пемброк-Пайнс   | Florida Jr. Panthers Hockey (Coral Springs, FL) | 183 см  | 84 кг   | 31.05.2026  |
| 27         | Фёдор Гордеев       | Россия · Канада           | Левый   | 27 января 1999 (26 лет)   | Омск            | Vaughan Kings (Vaughan, ON)                     | 197 см  | 102 кг  | 31.05.2026  |
| 42         | Роман Калиниченко   | Россия                    | Левый   | 6 июля 2000 (25 лет)      | Москва          | Серебряные акулы (Москва)                       | 190 см  | 87 кг   | 31.05.2027  |
| 44         | Александр Лукин     | Россия                    | Левый   | 27 марта 2004 (21 год)    | Москва          | Витязь (Московская область)                     | 188 см  | 97 кг   | 31.05.2026  |
| 54         | Андрей Чуркин       | Россия                    | Левый   | 11 июля 1996 (29 лет)     | Санкт-Петербург | СКА (Санкт-Петербург)                           | 178 см  | 78 кг   | 31.05.2027  |
| 73         | Артём Жуков         | Россия                    | Правый  | 14 августа 2002 (23 года) | Санкт-Петербург | Сибирь (Новосибирская область)                  | 186 см  | 87 кг   | 31.05.2027  |
| 76         | Тимур Ахияров       | Флаг России               | Левый   | 19 сентября 1999 (25 лет) | Уфа             | Салават Юлаев (Уфа)                             | 179 см  | 88 кг   | 31.05.2027  |
| Нападающие |                     |                           |         |                           |                 |                                                 |         |         |             |
| 12         | Архип Неколенко     | Россия                    | Левый   | 11 марта 1996 (29 лет)    | Марьино         | Крылья Советов (Москва)                         | 193 см  | 96 кг   | 31.05.2027  |
| 17         | Павел Гоголев       | Россия                    | Левый   | 19 февраля 2000 (25 лет)  | Москва          | Крылья Советов (Москва)                         | 189 см  | 90 кг   | 31.05.2026  |
| 20         | Скотт Уилсон        | Канада                    | Левый   | 24 апреля 1992 (33 года)  | Оквилл          | Georgetown Raiders (Georgetown, ON)             | 182 см  | 83 кг   | 31.05.2027  |
| 23         | Егор Климович       | Россия                    | Левый   | 14 мая 2005 (20 лет)      | Новосибирск     | Сибирь (Новосибирская область)                  | 170 см  | 64 кг   | 31.05.2027  |
| 26         | Иван Климович       | Россия                    | Левый   | 26 августа 2003 (21 год)  | Новосибирск     | Сибирь (Новосибирская область)                  | 188 см  | 79 кг   | 31.05.2026  |
| 28         | Александр Першаков  | Россия                    | Левый   | 19 октября 2006 (18 лет)  | Новосибирск     | Сибирь (Новосибирская область)                  | 184 см  | 76 кг   | 31.05.2026  |
| 45         | Валентин Пьянов — А | Россия                    | Левый   | 21 июля 1991 (34 года)    | Новосибирск     | Сибирь (Новосибирская область)                  | 186 см  | 83 кг   | 31.05.2026  |
| 52         | Сергей Широков — К  | Россия                    | Правый  | 10 марта 1986 (39 лет)    | Озёры           | ЦСКА (Москва)                                   | 179 см  | 89 кг   | 31.05.2026  |
| 55         | Владимир Ткачёв — А | Россия                    | Левый   | 5 октября 1993 (31 год)   | Днепропетровск  | Ак Барс (Казань)                                | 182 см  | 83 кг   | 31.05.2027  |
| 61         | Алексей Яковлев     | Россия                    | Левый   | 4 мая 1995 (30 лет)       | Новосибирск     | Сибирь (Новосибирская область)                  | 184 см  | 81 кг   | 31.05.2027  |
| 71         | Владимир Бутузов    | Россия                    | Правый  | 27 мая 1994 (31 год)      | Прокопьевск     | Сибирь (Новосибирская область)                  | 188 см  | 86 кг   | 31.05.2027  |
| 72         | Оскар Булавчук      | Россия                    | Правый  | 10 ноября 2003 (21 год)   | Омск            | Авангард (Омск)                                 | 195 см  | 81 кг   | 31.05.2026  |
| 86         | Илья Люзенков       | Россия                    | Левый   | 3 марта 2006 (19 лет)     | Новосибирск     | Сибирь (Новосибирская область)                  | 187 см  | 80 кг   | 31.05.2026  |
| 88         | Владислав Кара      | Россия                    | Левый   | 20 апреля 1998 (27 лет)   | Тында           | Ямал (Салехард)                                 | 186 см  | 89 кг   | 31.05.2026  |
| 90         | Никита Сошников     | Россия                    | Левый   | 14 октября 1993 (31 год)  | Нижний Тагил    | Спутник (Нижний Тагил)                          | 181 см  | 83 кг   | 31.05.2027  |
| 92         | Кирилл Рассказов    | Россия                    | Левый   | 3 мая 1992 (33 года)      | Омск            | Авангард (Омск)                                 | 185 см  | 80 кг   | 31.05.2026  |
| 95         | Михаил Решетько     | Россия                    | Левый   | 15 августа 2003 (22 года) | Новосибирск     | Сибирь (Новосибирская область)                  | 192 см  | 93 кг   | 31.05.2026  |
| 97         | Владимир Михалёв    | Россия                    | Левый   | 20 января 2005 (20 лет)   | Новосибирск     | Сибирь (Новосибирская область)                  | 180 см  | 74 кг   | 31.05.2027  |

## Известные игроки

### Капитаны

#### В высших эшелонах российского хоккея
| Сергей Климович     | 2002—2003  |
| Равиль Якубов       | 2003—2005  |
| Олег Белов          | 2005—2007  |
| Игорь Никитин       | 2007—2008  |
| Дмитрий Юшкевич     | 2008—2009  |
| Александр Бойков    | 2009—2011  |
| Георгий Пуяц        | 2011—2012  |
| Максим Кривоножкин  | 2012—2013  |
| Алексей Копейкин    | 2013—2016  |
| Евгений Артюхин     | 2016       |
| Степан Санников     | 2016—2017  |
| Сергей Коньков      | 2017—2018  |
| Константин Алексеев | 2018       |
| Олег Пиганович      | 2018       |
| Юкка Пелтола        | 2018—2019  |
| Александр Логинов   | 2019—2020  |
| Евгений Чесалин     | 2020—2023  |
| Николай Прохоркин   | 2023       |
| Никита Коротков     | 2023—2024  |
| Сергей Широков      | 2024—н. в. |

### Игроки «Сибири» на крупных международных турнирах
| Турнир                                   | Участники                                          |
| ---------------------------------------- | -------------------------------------------------- |
| Зимние Олимпийские игры 2010             | Георгий Пуяц                                       |
| Чемпионат мира по хоккею с шайбой 2010   | Георгий Пуяц                                       |
| Чемпионат мира по хоккею с шайбой 2011   | Владимир Тарасенко · Георгий Пуяц · Давид Петрасек |
| / Чемпионат мира по хоккею с шайбой 2012 | Кристиан Кудроч                                    |
| / Чемпионат мира по хоккею с шайбой 2013 | Ярно Коскиранта Юлиус Гудачек                      |
| Зимние Олимпийские игры 2014             | Йори Лехтеря                                       |
| Чемпионат мира по хоккею с шайбой 2014   | Йори Лехтеря · Микко Коскинен · Александр Кутузов  |
| Чемпионат мира по хоккею с шайбой 2016   | Степан Санников                                    |
| Зимние Олимпийские игры 2022             | Ник Шор · Харри Сятери · Михал Чайковски           |

### Бомбардиры команды в КХЛ
- 2008—2009  Евгений Лапин — 41 (22+19),  Денис Тюрин — 29 (11+18),  Егор Миловзоров — 29 (6+23)
- 2009—2010  Александр Бойков — 37 (16+21),  Михаил Анисин — 27 (14+13),  Леош Чермак — 27 (13+14)
- 2010—2011  Игорь Мирнов — 43 (16+27),  Вилле Ниеминен — 37 (13+24),  Юрий Петров — 25 (9+16)
- 2011—2012  Владимир Тарасенко — 38 (18+20),  Йонас Энлунд — 36 (17+19),  Йори Лехтеря — 26 (10+16)
- 2012—2013  Йори Лехтеря — 48 (17+31),  Йонас Энлунд — 36 (14+22),  Максим Кривоножкин — 20 (10+10)
- 2013—2014  Йори Лехтеря — 49 (12+37),  Йонас Энлунд — 40 (19+21),  Дмитрий Кугрышев — 30 (15+15)
- 2014—2015  Дмитрий Кугрышев — 46 (17+29),  Йонас Энлунд — 45 (17+28),  Ярно Коскиранта — 45 (13+32)
- 2015—2016  Сергей Шумаков — 33 (20+13),  Максим Шалунов — 30 (18+12),  Олег Губин — 29 (14+15)
- 2016—2017  Максим Шалунов — 37 (19+18),  Сергей Шумаков — 37 (16+21),  Константин Окулов — 28 (17+11)
- 2017—2018  Патрик Закриссон — 42 (13+29),  Александр Бергстрём — 41 (21+20),  Степан Санников — 26 (10+16)
- 2018—2019  Дмитрий Саюстов — 31 (12+19),  Александр Шаров — 26 (11+15),  Никита Михайлов — 25 (13+12)/ Николай Демидов — 25 (10+15)
- 2019—2020  Микаэль Руохомаа — 44 (13+31),  Юусо Пуустинен — 36 (19+17),  Егор Миловзоров — 33 (17+16)
- 2020—2021  Микаэль Руохомаа — 39 (9+30),  Олег Ли — 31 (17+14),  Юусо Пуустинен — 30 (18+12)
- 2021—2022  Ник Шор — 26 (10+16),  Валентин Пьянов — 23 (9+14),  Александр Шаров — 22 (13+9)
- 2022—2023  Тэйлор Бек — 55 (18+37),  Александр Шаров — 50 (29+21),  Тревор Мёрфи — 46 (10+36)
- 2023—2024  Тэйлор Бек — 46 (14+32),  Владимир Бутузов — 42 (12+30),  Энди Андреофф — 39 (27+12)
- 2024—2025  Тревор Мёрфи — 58 (13+45),  Тэйлор Бек — 56 (16+40),  Сергей Широков — 39 (19+20)

### Участники Матча Звёзд КХЛ
- 2011 — / Стефан Лив
- 2012 —  Владимир Тарасенко
- 2013 —  Йори Лехтеря
- 2014 —  Йори Лехтеря,  Микко Коскинен, г. т.  Дмитрий Квартальнов
- 2015 —  Патрик Херсли,  Дмитрий Кугрышев,  Александр Салак, г. т.  Андрей Скабелка
- 2016 —  Александр Салак, г. т.  Андрей Скабелка
- 2017 —  Максим Шалунов
- 2018 —  Алексей Красиков
- 2019 —  Никита Михайлов
- 2020 —  Юрки Йокипакка
- 2022 —  Александр Шаров,  Тревор Мёрфи
- 2023 —  Антон Красоткин,  Владимир Михалёв,  Николай Прохоркин
- 2024 —  Денис Костин,  Тревор Мёрфи,  Сергей Широков,  Егор Климович

## Главные тренеры
Исполняющий обязанности главного тренера
| №  | Тренер               | Период                | №  | Тренер                 | Период                |
| -- | -------------------- | --------------------- | -- | ---------------------- | --------------------- |
| 1  | Юрий Дмитриевский    | 1962—1964             | 24 | Владимир Семёнов       | 24.12.2003—16.04.2004 |
| 2  | Виктор Звонарёв      | 1964—1966             | 25 | Владимир Семёнов       | 16.04.2004—09.09.2004 |
| 3  | Геннадий Радаев      | 1966—1967             | 26 | Владимир Голубович     | 09.09.2004—14.09.2004 |
| 4  | Виталий Стаин        | 01.07.1967—05.08.1971 | 27 | Сергей Николаев        | 14.09.2004—08.02.2005 |
| 5  | Владимир Золотухин   | 05.08.1971—1973       | 28 | Владимир Юрзинов       | 10.02.2005—30.04.2006 |
| 6  | Виктор Звонарёв      | 1973—1974             | 29 | Сергей Котов           | 12.05.2006—25.01.2008 |
| 7  | Владимир Золотухин   | 1974—31.12.1975       | 30 | Владимир Гольц         | 25.01.2008—05.05.2008 |
| 8  | Николай Эпштейн      | 01.01.1976—1978       | 31 | Андрей Хомутов         | 05.05.2008—29.12.2008 |
| 9  | Владимир Золотухин   | 1978—28.09.1981       | 32 | Андрей Тарасенко       | 29.12.2008—22.01.2009 |
| 10 | Виталий Стаин        | 28.09.1981—27.11.1986 | 33 | Владимир Семёнов       | 22.01.2009—28.10.2009 |
| 11 | Георгий Углов        | 27.11.1986—1988       | 34 | Андрей Тарасенко       | 28.10.2009—07.12.2011 |
| 12 | Алексей Гутов        | 1988—29.05.1989       | 35 | Дмитрий Юшкевич        | 07.12.2011—09.04.2012 |
| 13 | / Владимир Золотухин | 29.05.1989—15.11.1993 | 36 | Дмитрий Квартальнов    | 11.04.2012—14.04.2014 |
| 14 | Сергей Акимов        | 15.11.1993—30.09.1995 | 37 | Андрей Скабелка        | 22.04.2014—20.02.2017 |
| 15 | Аркадий Багаев       | 30.09.1995—06.01.1996 | 38 | Павел Зубов            | 10.04.2017—13.07.2017 |
| 16 | Владимир Гольц       | 06.01.1996—08.01.1998 | 39 | Павел Зубов            | 13.07.2017—07.12.2017 |
| 17 | Борис Барабанов      | 08.01.1998—09.07.1998 | 40 | Владимир Юрзинов (мл.) | 07.12.2017—14.09.2018 |
| 18 | Виталий Стаин        | 09.07.1998—18.10.1999 | 41 | Александр Андриевский  | 15.09.2018—15.04.2019 |
| 19 | Леонид Киселёв       | 18.10.1999—29.04.2001 | 42 | Николай Заварухин      | 17.04.2019—30.04.2021 |
| 20 | Александр Волчков    | 23.05.2001—27.10.2001 | 43 | Андрей Мартемьянов     | 30.04.2021—11.04.2023 |
| 21 | Алексей Гутов        | 27.10.2001—10.11.2001 | 44 | / Дэвид Немировски     | 22.04.2023—06.12.2023 |
| 22 | Владимир Гольц       | 10.11.2001—30.11.2001 | 45 | Сергей Кривокрасов     | 06.12.2023—30.04.2024 |
| 23 | Владимир Голубович   | 30.11.2001—23.12.2003 | 46 | Вадим Епанчинцев       | 01.05.2024—н. в.      |

## Благотворительная деятельность
Акция «Светящийся браслет жизни» стартовала в начале регулярного чемпионата сезона 2015/16. В павильонах по продаже сувенирной продукции в ЛДС «Сибирь» и в интернет-магазине клуба можно было купить браслеты с логотипами новосибирской команды и фонда «Защити жизнь». Всего с начала акции в фонд поступило полмиллиона рублей. Каждые 50 рублей с проданного сувенира были перечислены на лечение и реабилитацию детей с онкогематологическими заболеваниями.
В июле 2018 года хоккейный клуб «Сибирь» вместе с благотворительным фондом «Солнечный город» открыл игровую площадку для Ояшинского детского дома-интерната. Средства были собраны в рамках благотворительной акции: деньги от продажи браслетов, специально сшитых джерси хоккеистов с логотипом благотворительного фонда «Солнечный город», а также личные отчисления членов хоккейного клуба «Сибирь» направлялись на строительство площадки.
21 июля 2018 состоялась благотворительная акция хоккейного клуба «Сибирь»: хоккеисты и девушки из группы поддержки мыли машины болельщиков возле ЛДС. На «автомойку» ХК «Сибирь» приехали 23 автомобиля. Каждый из болельщиков за помывку своего авто перечислил на счёт клуба 1000 рублей. Все заработанные деньги были переданы на благотворительность.
20 января 2019 хоккеисты «Сибири» Юкка Пелтола и Жильбер Брюле сыграли на гитарах и спели на выходе станции новосибирского метро «Площадь Ленина» со стороны Краеведческого музея три песни. За это время они собрали 6 550 рублей, клуб увеличил эту сумму до 30 000 рублей, на которые купил клюшки для детского дома. На официальном канале «Сибири» в YouTube опубликованы видеозаписи исполнения хоккеистами трёх песен: Баста — «Сансара», Жуки — «Батарейка», The Black Keys — «Your touch».
В Новосибирске 20 сентября 2022 года во время хоккейного матча между клубами «Сибирь» и «Нефтехимик» прошла благотворительная акция по регистрации доноров костного мозга. Акция была приурочена ко Всемирному дню донора костного мозга. Перед матчем два реальных донора костного мозга Александра и Дмитрий сделали символическое вбрасывание шайбы. В течение всего матча волонтёры и сотрудники сибирского регистра принимали в регистр болельщиков. Сразу же после окончания матча в регистр вступили игроки «Сибири». По словам директора сибирского регистра доноров костного мозга Екатерина Кузнецовой, в реестр внесены тысячи человек и с каждым годом их количество лишь увеличивается.
10 ноября 2022 клуб пригласил на матч болельщиков с проблемами зрения и организовал для них тестовое тифлокомментирование — адаптированную аудио-трансляцию игры, которую ведёт специальный человек. Она позволяет быть в курсе того, что происходит на площадке, а благодаря присутствию на стадионе люди получают возможность ощутить эмоции и энергетику игры. Болельщики покидали стадион, переполненные эмоциями. Планируется, что тифлокомментирование на хоккейных матчах в Новосибирской области станет традиционным.
25 декабря 2022 в ЛДС «Сибирь» состоялась благотворительная акция «Растопим лёд». Участников ждала большая программа с мастер-классами и интерактивными зонами. Гости не только получили возможность покататься на коньках по льду, на котором тренируются и выступают знаменитые спортсмены, но и познакомились с ними лично. Хоккеисты провели разминку вместе с гостями мероприятия, приняли участие в массовых активностях и в фотосессиях со всеми желающими. Все средства, вырученные с продажи билетов, были направлены в благотворительный фонд «Солнечный город», созданный для поддержки сирот, приёмных семей и тех, кто попал в трудную жизненную ситуацию. В организации мероприятия также принимала участие компания Renewal.
15 октября 2023 года во время матча с магнитогорским «Металлургом» «Сибирь» приняла участие в акции «Розовый октябрь», всемирном движении против рака молочной железы. На игру были приглашены девушки и женщины из клуба «Хорошие люди Сибири», клуба поддержки онковыздоравливающих людей. В холле у главной сцены центром здоровья ГБУЗ НСО «Городская поликлиника 29» и региональным центром общественного здоровья и медицинской профилактики была организована большая зона, где можно было получить информацию о профилактике рака, поговорить со специалистами, взять информационные материалы, пройти скрининговое исследование на выявление факторов риска онкологических и неинфекционных заболеваний. На главной сцене прошёл открытый микрофон — главный онколог министерства здравоохранения Новосибирской области Сергей Александрович Фурсов и главный специалист по медицинской профилактике министерства здравоохранения Новосибирской области Марина Леонидовна Фомичёва рассказали о профилактике рака и ответили на вопросы собравшихся. На парковке арены работал выездной маммограф.
13 ноября 2023 года хоккейный клуб «Сибирь» объявил о подписании однодневного контракта с восьмилетним Игорем Захаренко, который борется с серьёзным заболеванием — ретинобластомой. 14 ноября восьмилетний Игорь Захаренко весь день находился вместе с командой. Сначала ему предстояло познакомиться с игроками, тренерами и персоналом команды, после чего он принял участие в утренней раскатке. Затем мальчик поучаствовал в символическом вбрасывании и наблюдал за матчем из клубной ложи. Благотворительная акция была проведена совместно с фондом «Завтра будет», оказывающим помощь детям с тяжёлыми заболеваниями. Также в ноябре клуб планирует провести матч для слепых людей, организовав тифлокомментирование.
В Новосибирске 16 ноября 2023 года на «Сибирь-Арене» перед матчем «Сибири» и «Металлурга» мужчины-болельщики проверились на рак предстательной железы. Акция «Мужское здоровье» была организована региональным Минздравом. Своё здоровье проверили 150 болельщиков. Так, на парковке возле арены работали два мобильных медицинских комплекса. В них 29 новосибирцев сделали флюорографию, 31 сибиряк прошёл первый этап диспансеризации. В медосмотр входило выявление рака простаты. Также в холле ЛДС организовали Центр здоровья. Медики провели 63 мужчинам скрининг на обнаружение риска рака, инфаркта, инсульта. Ко всему этому, специалист из областного кожвендиспансера проконсультировал 27 болельщиков, переживавших из-за родинок на теле.
10 апреля 2024 года на «Сибирь-Арене» состоялся благотворительный хоккейный матч «Сибири» с «Сибсельмашем». Все вырученные от продажи билетов средства были направлены в фонд пострадавшим от теракта в «Крокус Сити Холле» 22 марта.
17 сентября 2024 года хоккейный клуб «Сибирь» провёл 1000-й матч в КХЛ. Эту игру и последующую победу над нижнекамским «Нефтехимиком» команда посвятила поисковому отряду «ЛизаАлерт» — организации, которая занимается поиском людей. На втором и четвёртом этажах «Сибирь-Арены» волонтёры отвечали болельщикам, как вступить в отряд. На стенах висели ориентировки пропавших людей. Совместно с «ЛизаАлерт» клуб отснял ролик с базовыми рекомендациями для тех, кто планирует провести свой выходной в лесном походе — ведь именно летом и осенью возрастает количество заявлений о людях, потерявшихся в лесистой местности.
19 сентября 2024 во время с «Куньлунь Ред Стар» на арене прошла благотворительная ярмарка от фонда «Солнечный город», все собранные средства от которой пошли на работу проекта «Наставничество» и поиск наставников для подростков из детских домов, также желающие могли заполнить анкету на наставничество и задать интересующие их вопросы.

## Скандалы, связанные с клубом
В феврале 2009 года исполнительный директор «Сибири» Геннадий Хапко был приговорён Октябрьским районным судом Новосибирска к выплате штрафа в размере 300 000 рублей. Суд признал Хапко виновным по статье 199.1 «Неисполнение обязанностей налогового агента», которая предусматривала наказание вплоть до лишения свободы на срок до восьми лет. В ходе расследования было установлено, что директор «Сибири» с июня 2004 по декабрь 2005 года выплачивал зарплаты хоккеистам, проводя через бухгалтерскую отчётность только незначительную часть денежных сумм и используя фиктивные документы. Таким образом, по данным следствия, не было уплачено налогов на сумму 22 000 000 рублей. В зале судебных заседаний Хапко признал свою вину и после приговора заявил, что обжаловать решение суда не будет.
В августе в 2021 года в СМИ появилась информация о том, что жена спортивного директора «Сибири» Сергея Климовича является топ-лидером финансовой пирамиды Finiko. Анна Климович признавалась, что по её приглашению в мошенническом проекте зарегистрировались не менее 50 человек. По большей части это были хоккеисты «Сибири» и их жёны. Также сообщалось, что жертвами финансовой пирамиды стали ряд хоккеистов казанского «Ак Барса» и ярославского «Локомотива».